# Dentelle du Puy
Pour les articles homonymes, voir Dentelles.
 (novembre 2013).
La dentelle du Puy est une dentelle originaire de la ville du Puy-en-Velay. Elle est répertoriée dans l'Inventaire du patrimoine culturel immatériel français.

## Historique

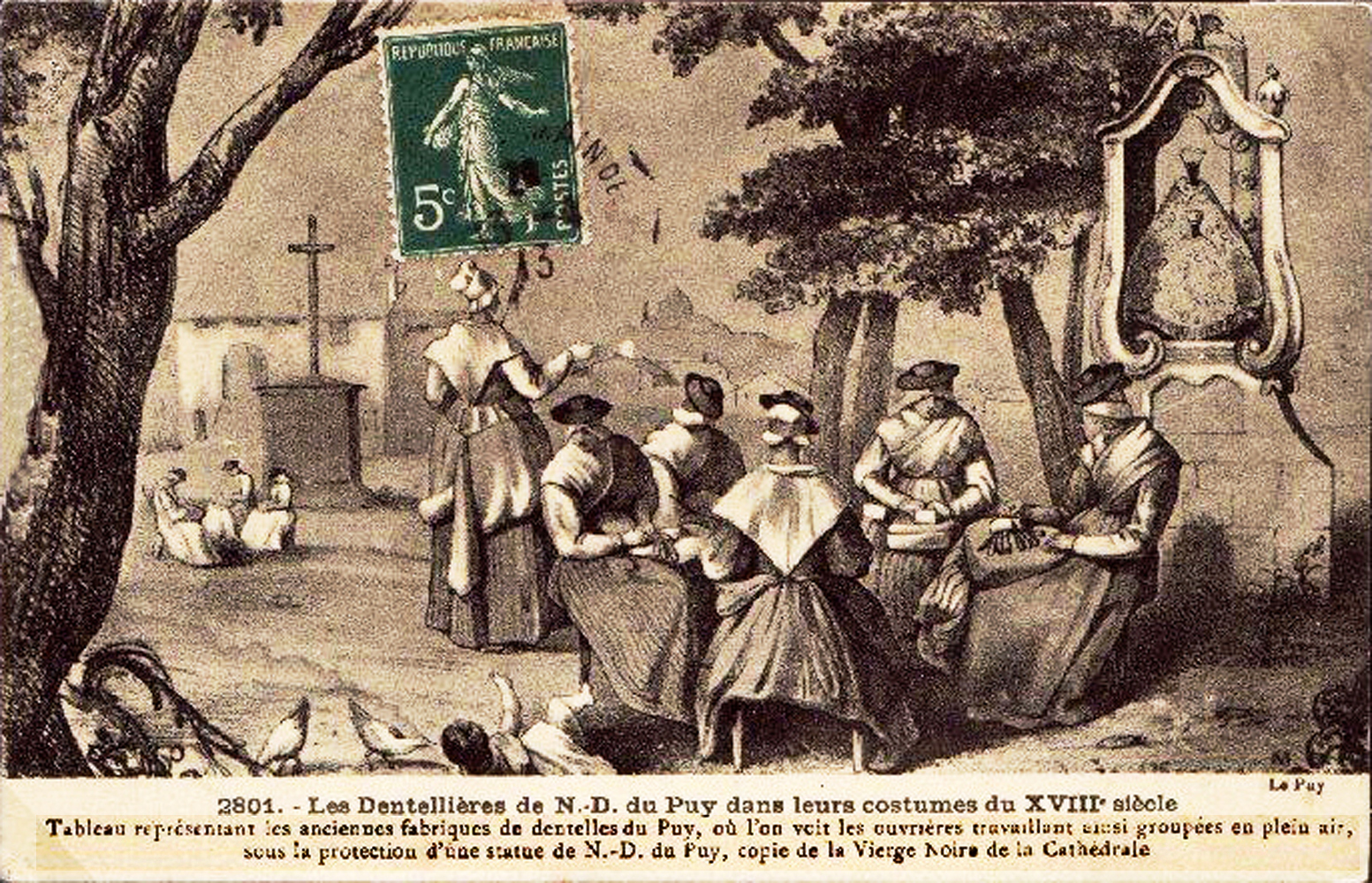
Dentellières du Puy au XVIIIe siècle

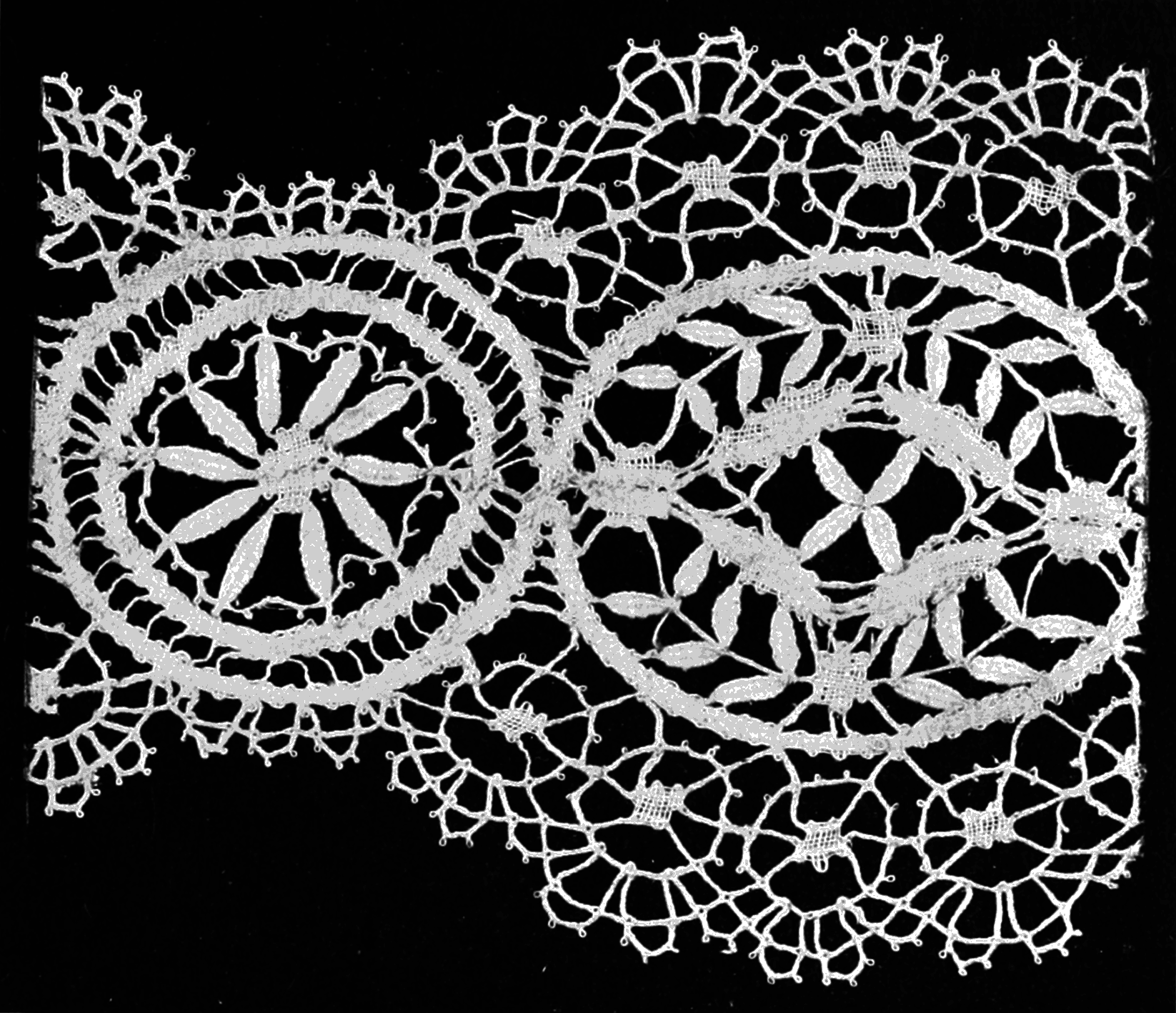
Point de Cluny

Elle prend ses racines au XVe siècle, Le Puy-en-Velay était alors à cette époque là un haut lieu de pèlerinage de la chrétienté. La ville attirait également de nombreux commerçants et colporteurs, ce qui permit l'essor de la dentelle. 
Un arrêt du parlement de Toulouse, prohibant le colportage au début du XVIIe siècle, lui porta un rude coup. Mais grâce à saint François Régis, jésuite, cet arrêté fut révoqué. C'est aussi grâce à lui que la dentelle est connue jusqu'en Espagne et même dans le nouveau monde. Sous Colbert comme partout en France c'est l'apogée. 
Au Puy en Velay l'enseignement de la dentelle est alors confié aux béates, congrégation chargée de l'éducation religieuse des enfants. Elles assistaient les prêtres des paroisses dans leurs tâches.
La dentelle du Puy est célèbre pour son point dit Cluny, c'est une dentelle à fils continus exécutée avec des motifs géométriques, agrémentés de points d'esprit. 
Ces dentelles étaient en soie noire ou crème. Le fil nécessaire aux dentelières venait de Hollande et la soie de Lyon.

## Origine

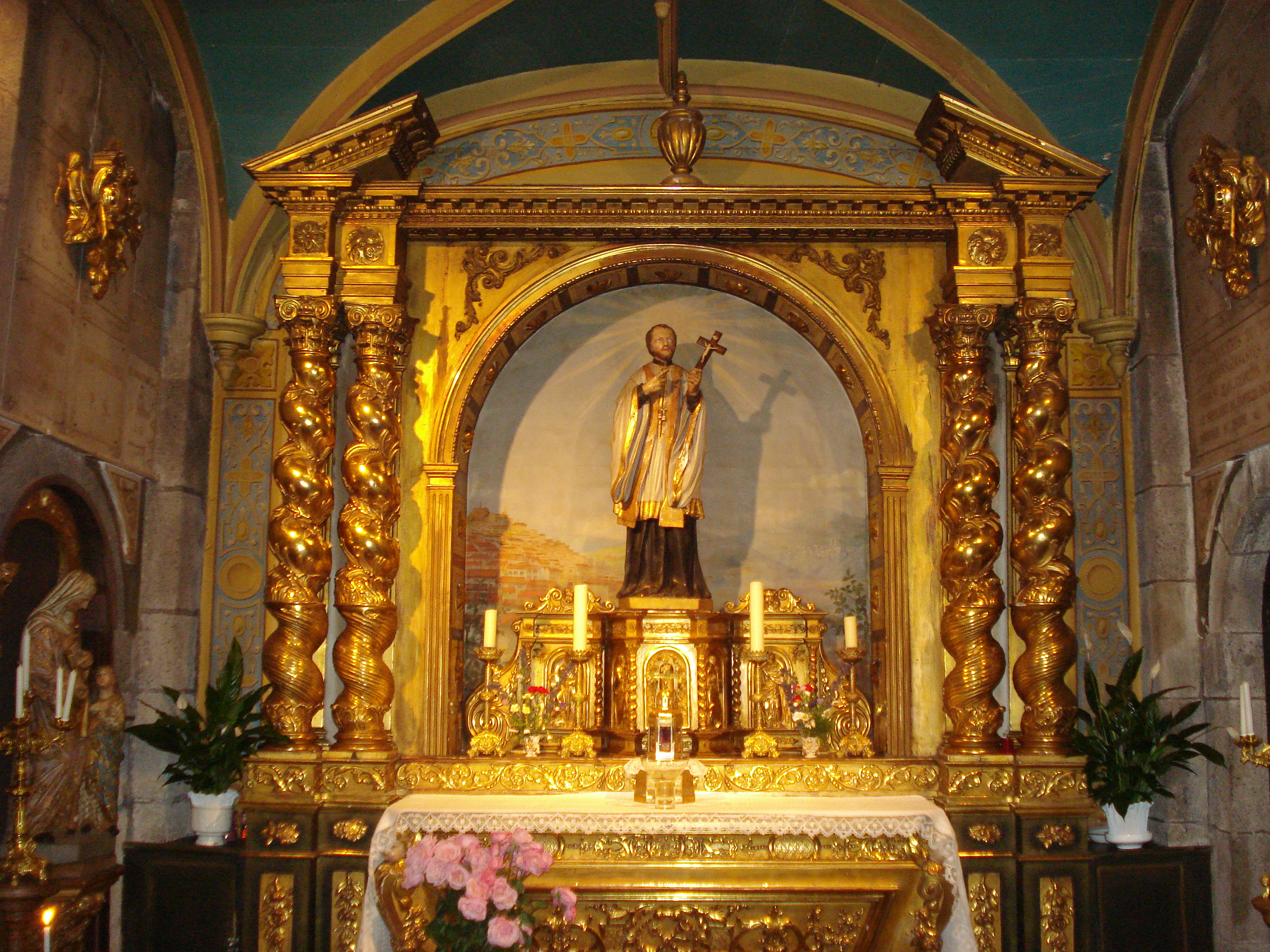
Autel et statue de Jean-François Régis, église Notre-Dame du Collège, le Puy-en-Velay

Les origines de la dentelle sont inconnues. Cependant certains auteurs considèrent le Velay comme le berceau de la dentelle.
Certains prétendent que, pendant tout le Moyen Âge, la ville du Puy, départ des chemins de Saint-Jacques-de-Compostelle, serait devenue une grande ville de pèlerinage attirant de nombreuses foules, marchands et colporteurs. Ce sont ces derniers qui auraient peut-être introduit la Dentelle en Velay et en auraient enseigné les rudiments. D’autres pensent que c’est au XVIe siècle, comme l’atteste un document, trouvé à la Bibliothèque Municipale, prouvant que la dentelle était déjà implantée au Puy, par la signature d’un dentellier qui en était le propriétaire et tracée dans la page de garde d’un livre de modèles de Vecellio daté de 1592.
Au début du XVIIe siècle la dentelle connaît un succès considérable, on la trouve partout, sur les vêtements (cols, manchettes, gants, bottes), meubles, carrosses, etc.
L’abus est tel que Louis XIII en réglemente l’usage par quatre édits en 10 ans (de 1629 à 1639). Mais ils ne sont pas respectés, bien au contraire l’engouement pour les dentelles et broderies est multiplié.
L’édit de 1639, interdisant l’usage de la dentelle sur tout habit sous peine d’amende, repris par le parlement de Toulouse, semble avoir eu des incidences sur la dentelle du Puy. Les dentellières du Puy consternées, vont se plaindre auprès du père Jean-François Regis des Plas, qui, ému par leurs réclamations, les rassure. C'est pourquoi en 1737, lors de la canonisation du prêtre, elles le prennent pour saint patron.

## Institution des béates

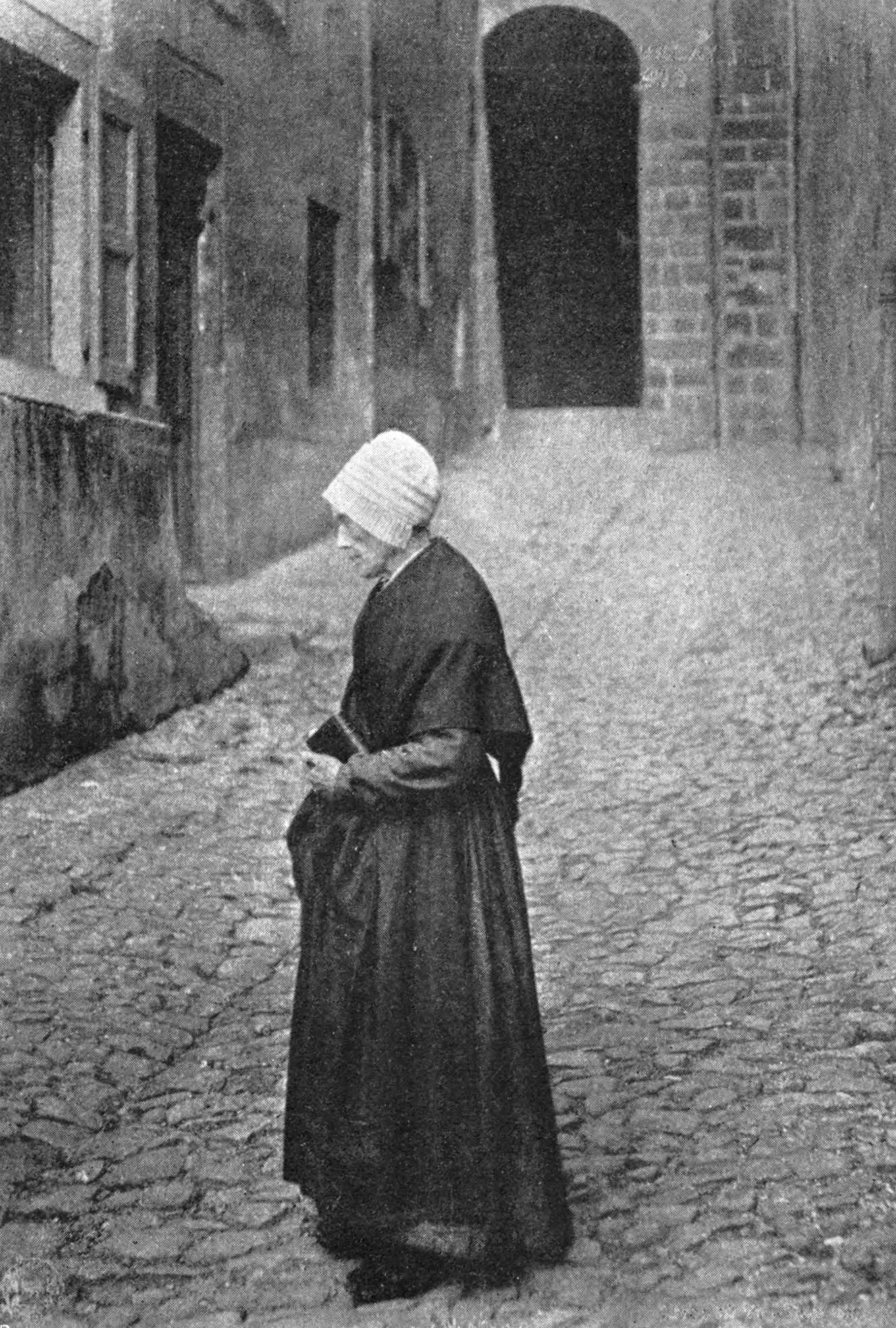
Une béate vers 1907

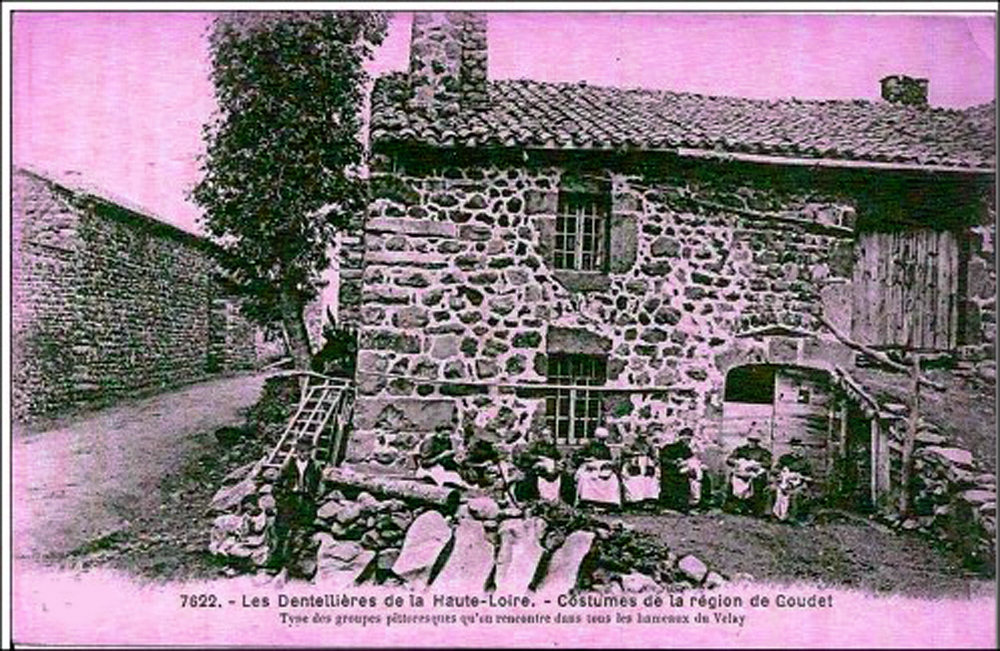
Dentellières en couvige devant la maison de la béate

En 1665, est créé l'« Institut des Dames de l’Instruction ». Ces femmes, appelées Béates, propagent la pratique de la religion et la technique de la dentelle dans les campagnes vellaves. Cet institut est créé à l’initiative d’Anne-Marie Martel et de l’abbé Tronson. Anne-Marie Martel a constaté que les dentellières apprennent la dentelle au détriment de leur instruction et de l’éducation de leurs enfants. C’est pour pallier ces lacunes que les « Béates » sont envoyées dans chaque village. 
Les béates sont des célibataires mi-laïques, mi-religieuses. Logées dans l’« Assemblée » du village, maison construite par les villageois, elles ont pour rôle principal de réunir et de garder les enfants. Elles s’occupent également de :
- surveiller et améliorer le travail des dentellières ;
- seconder le curé en disant les prières et en sonnant l’angélus ;
- adoucir les mœurs ;
- apprendre à lire, écrire et compter aux enfants ;
- soigner les malades, etc.

En plus de ces missions, c’est dans sa maison que, les soirs, se rassemblent les hommes, femmes et enfants du village. Lors de ces couviges, les femmes font de la dentelle. Pour subvenir à ses besoins, la Béate vend sa dentelle, cultive son potager et reçoit, parfois en nature, le prix de ses services.

Différentes maisons de béates
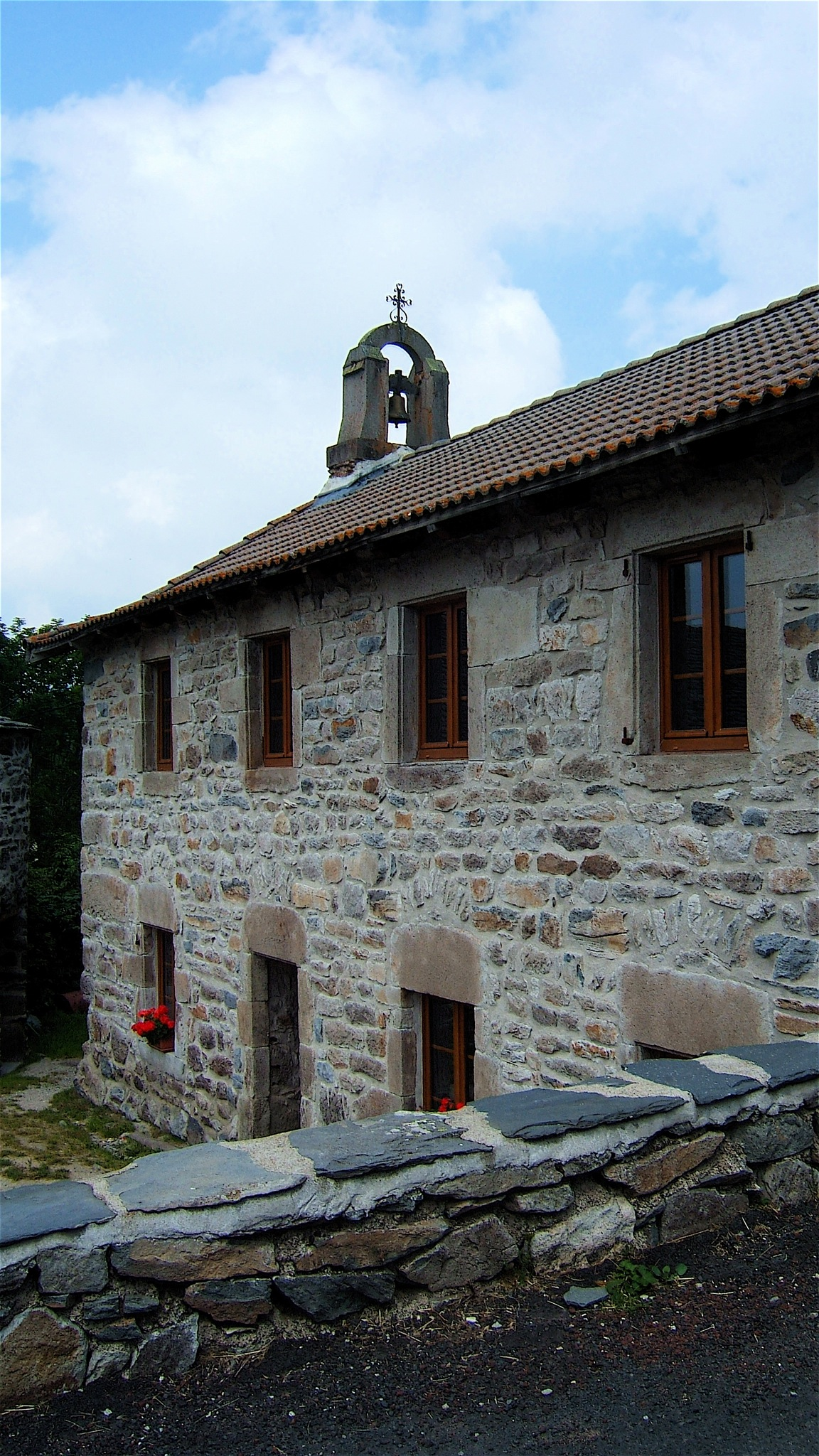
Maison de béate des Estables
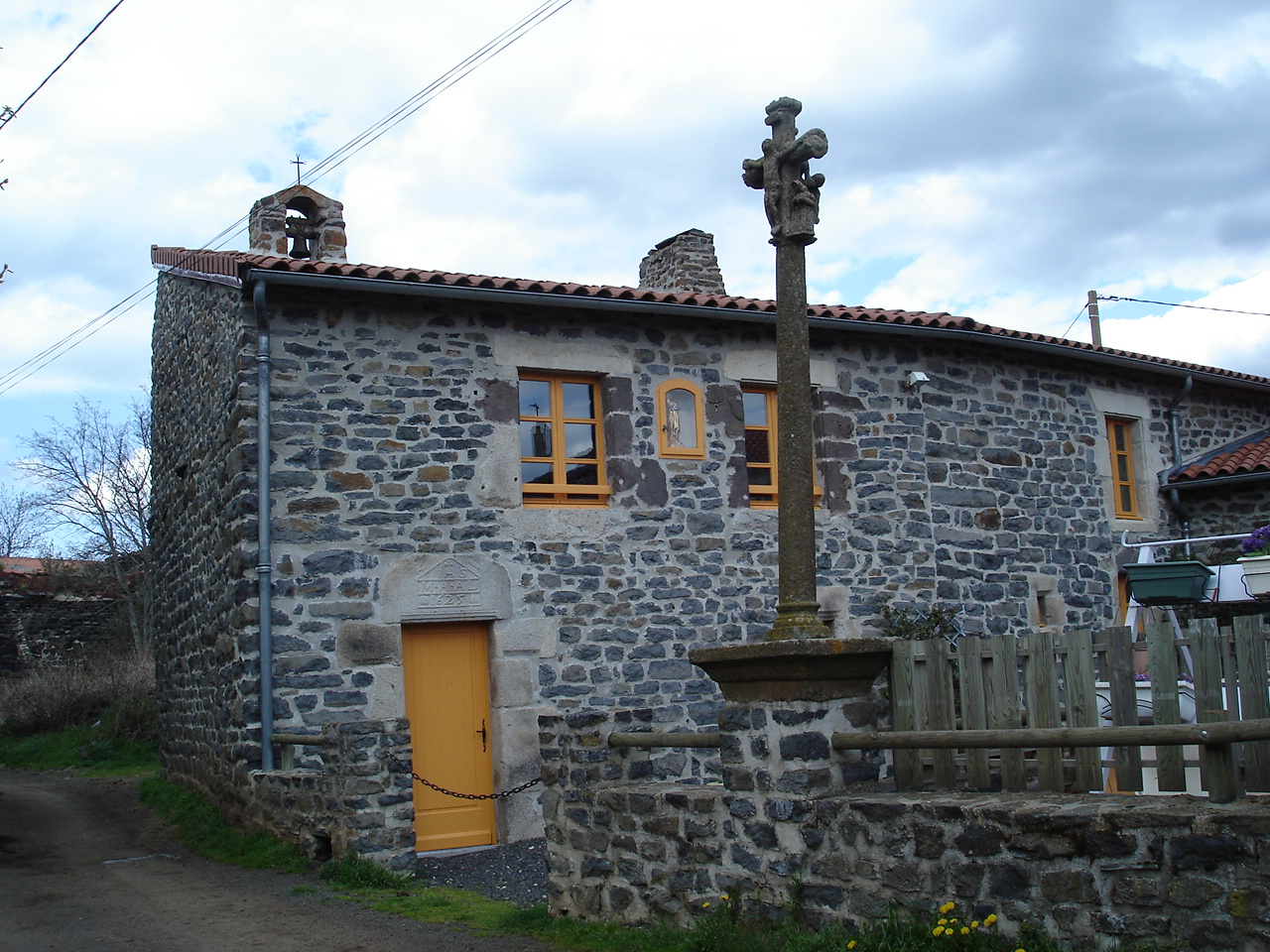
Maison d'assemblée du Mont près le Monastier-sur-Gazeille
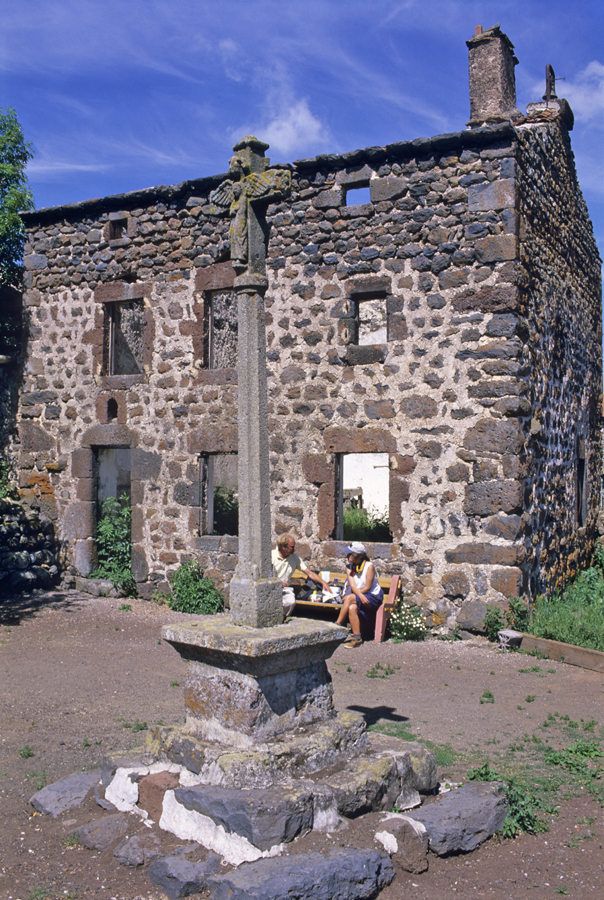
Ruines de la maison d'une béate à Bains
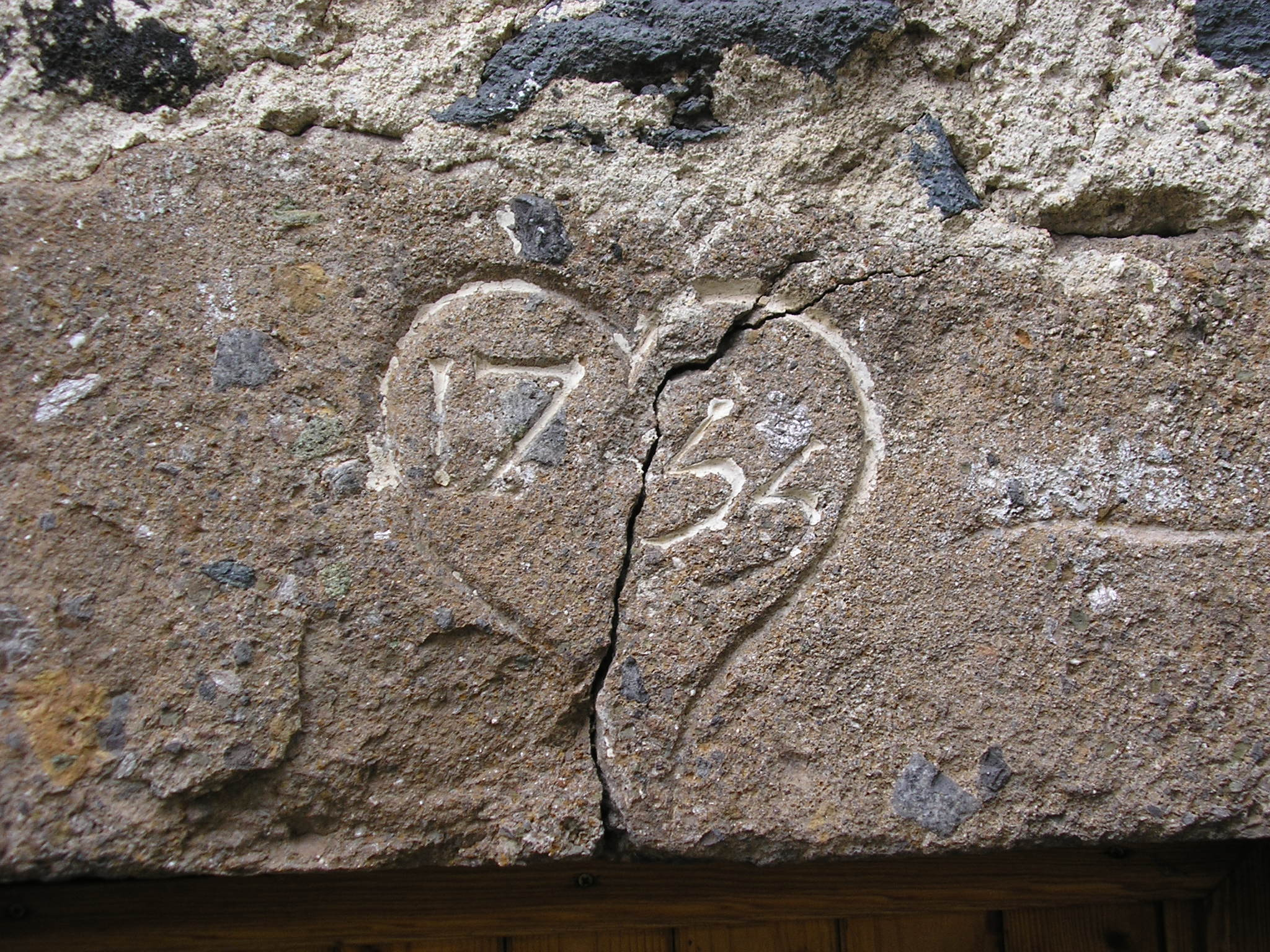
Linteau de la maison de la béate de Civeyrac à Loudes
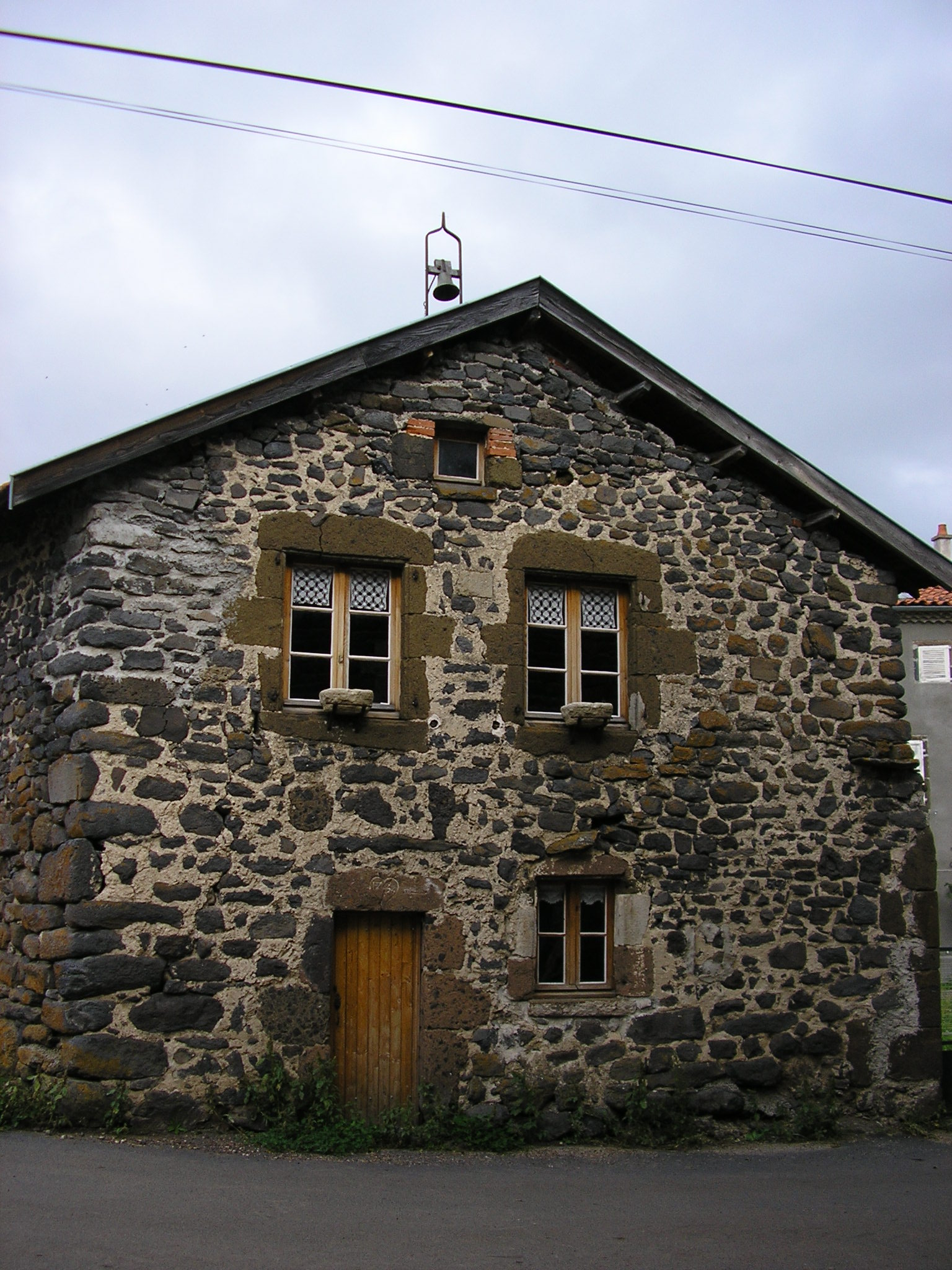
Maison de la béate de Civeyrac

À la fin du XVIIe siècle, pour faciliter le commerce de la dentelle du Puy, dont l’un des obstacles à son développement est la dispersion de la main-d’œuvre, des intermédiaires, appelés leveurs, s’organisent entre négociants et dentellières. 

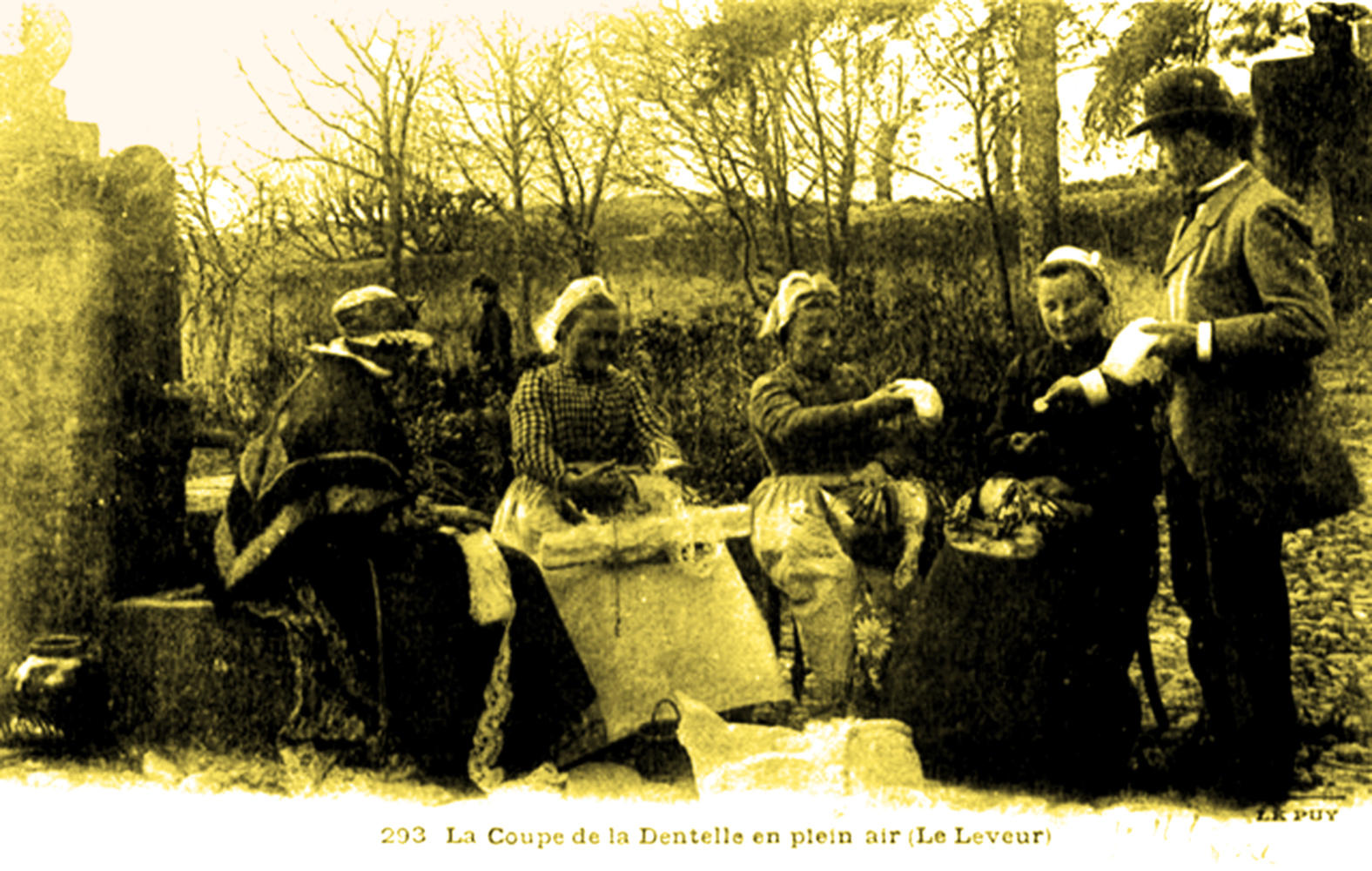
La coupe pour le leveur

Ces intermédiaires sont souvent les seuls à connaître les dentellières, ils sont donc libres de fixer le prix d’achat de la dentelle et ceci sans contrainte. Parfois les leveurs exploitent les dentellières en leur versant une somme inférieure au prix convenu, sous prétexte de malfaçons ou de salissures. Les leveurs habitent le chef-lieu de la paroisse et travaillent pour un ou plusieurs négociants qui leur fournissent le fil et les modèles. Ils font ensuite le tour des villages où demeurent les dentellières pour en récupérer le travail.
Par leur intermédiaire, qui facilite les échanges entre les dentellières et les marchands, les quantités de dentelles fabriquées augmentent mais c’est souvent au détriment de la qualité. La dentelle du Velay voit ainsi ses ventes diminuer du fait du peu de variété, du peu de goût dans les dessins, et à cause d’une concurrence grandissante.
Pour lutter contre la concurrence, et satisfaire de nouvelles demandes de la clientèle, les fabricants de dentelle du Velay innovent au XVIIIe siècle en proposant une dentelle en soie naturelle appelée blonde. Avec un dessin plus précis et une technique plus élaborée, les « blondes » sont plus fines et légères ce qui relance le commerce de la dentelle du Puy. La « blonde » est une dentelle facile à exécuter et d’un très bel effet.

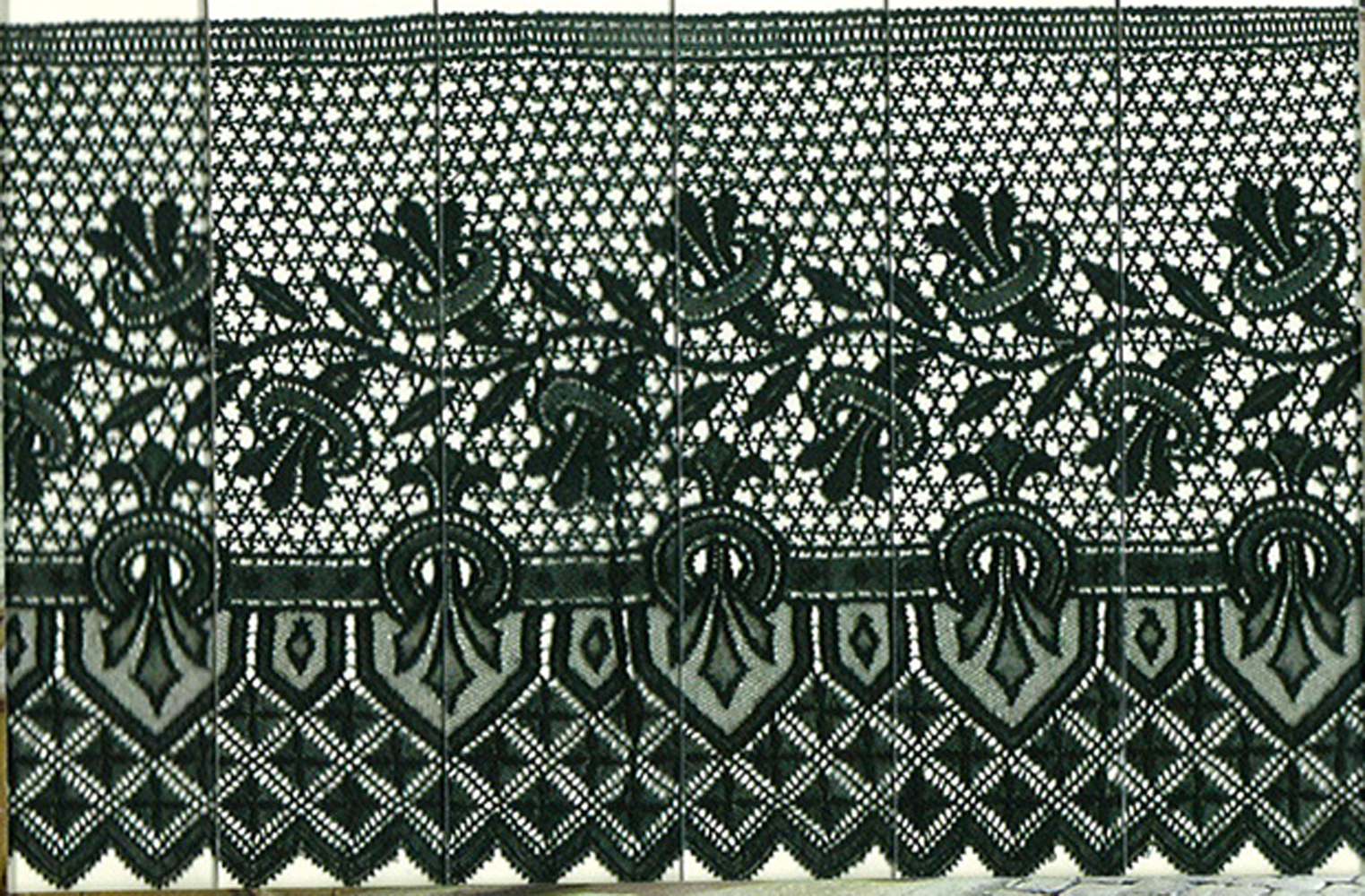
Guipure du Puy début du XIXe siècle

Cependant un ralentissement du commerce dentellier se dessine avec la Révolution qui sera un frein notable au développement de la dentelle qui faillit disparaître. En effet, un arrêté municipal met fin provisoirement à l’activité des « Béates » en déclarant qu’elles « colportaient des œuvres fanatiques nuisant à la République », celles-ci se cachent et les dentellières abandonnent leur carreau.
Après la Révolution, la reprise de l’activité dentellière a mis du temps. Cependant certains événements, tels que l’Exposition Industrielle de Paris en 1802 où ont été primés les modèles présentés par les dentelliers du Puy, révèlent les valeurs et les possibilités de leurs Dentelles. Cet événement donne un véritable envol à la dentelle du Velay et engendre une réaction dynamique chez les fabricants. Ils recherchent la perfection et inventent de nouvelles techniques et de nouveaux modèles (exemple : la Guipure du Puy).

## Renouveau de la qualité auXIXesiècle

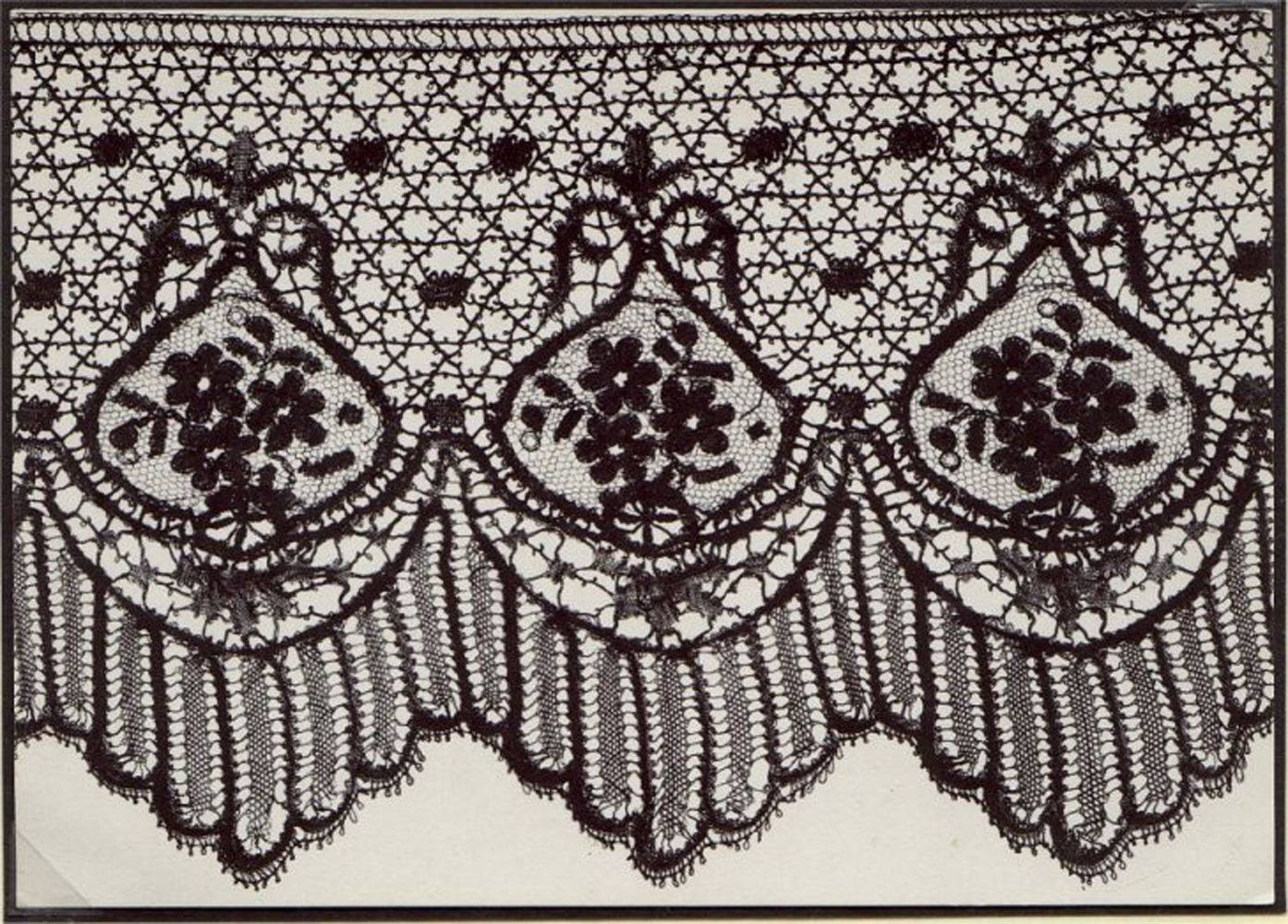
Carte postale illustrée d'une guipure de soie noire fabriquée au Puy-en-Velay vers 1860

En 1823, on assiste à un renouveau de la qualité grâce à Théodore Falcon qui, avec un esprit inventif et un goût raffiné, renoue avec l’Art Dentellier. Il a étudié l’art de la dentelle et la façon de travailler des dentellières. Pour concrétiser son idée, il crée en 1838 la première école de dentelle dont le succès fut immédiat et en 1856, un musée de la dentelle. En 1855 une autre école dirigée par les béates et subventionnée par la ville est ouverte : l’école de dentelle des enfants pauvres de la ville. Dans cette école, 100 jeunes filles sont formées à la dentelle sous la conduite de deux béates.
Vers le milieu du XIXe siècle, jamais la dentelle du Velay n’a été aussi prospère et la fabrication aussi diversifiée. Les élus de la Haute-Loire témoignent de leur intérêt pour la dentelle en autorisant la création en 1858 d’une école de dessin dentellier et en 1862 celle d’une Chambre syndicale de la dentelle. Ces décisions donnent à la dentelle un essor exceptionnel jusqu’en 1876. En effet, de nombreux dentelliers de Paris ou de Normandie, des maisons de haute couture et des dessinateurs envoient leurs dessins pour les faire réaliser au Puy en raison non seulement de la qualification des dentellières mais aussi et surtout en raison du faible coût de cette main d’œuvre. On compte à ce moment-là jusqu'à 120 000 dentellières en Haute-Loire et dans certains départements limitrophes.

120 000 dentellières en Haute-Loire et dans les départements limitrophes
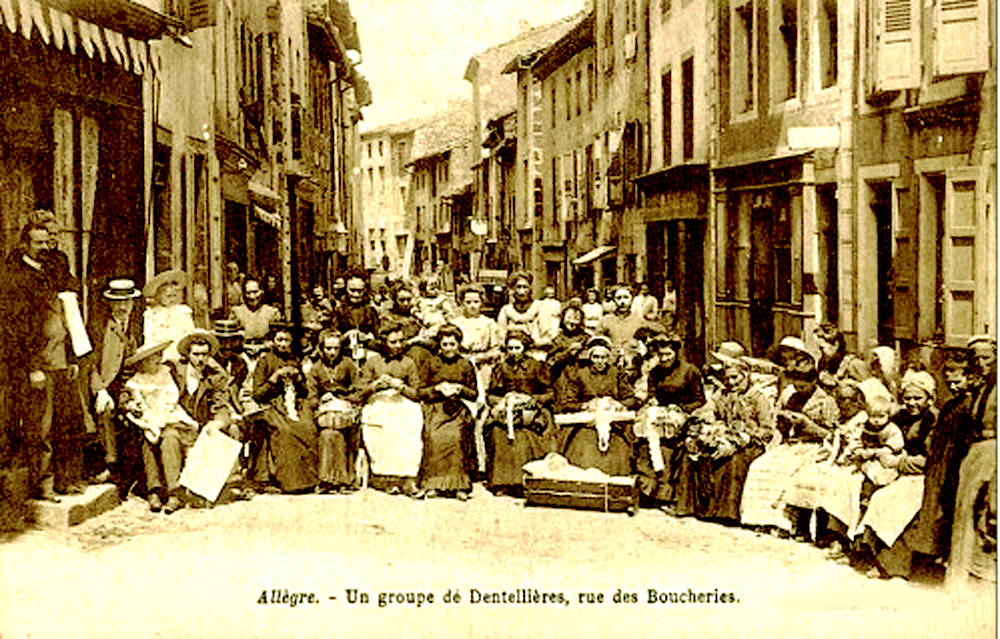
Dentellières d'Allègre
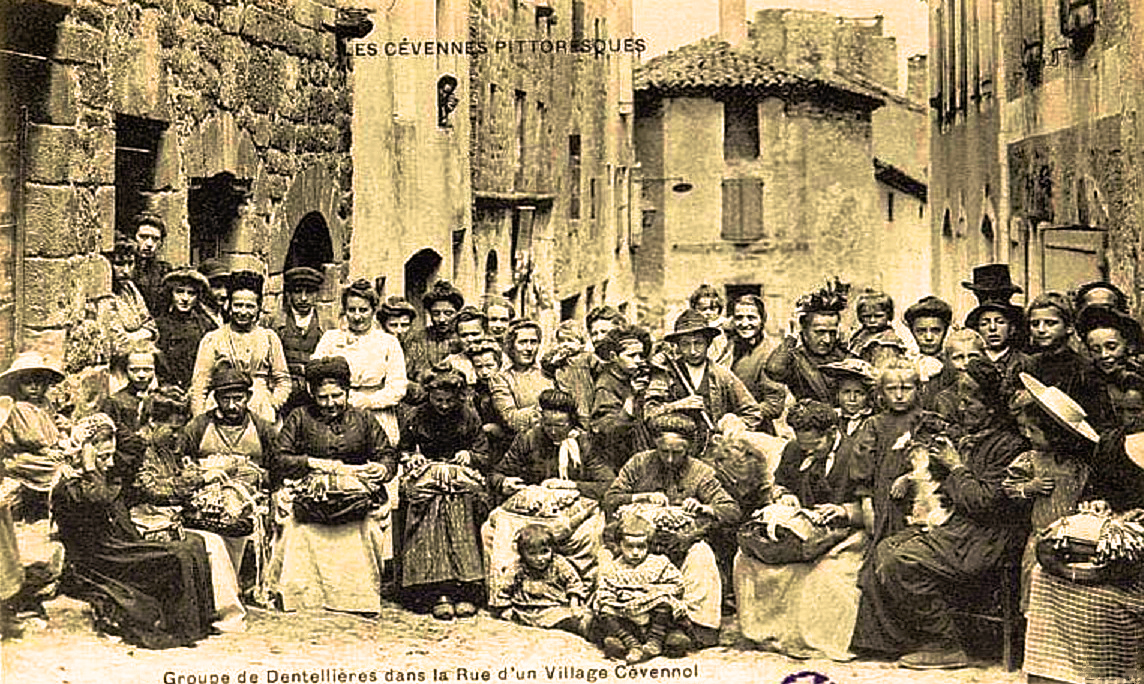
Dentellières d'un village des hautes Cévennes
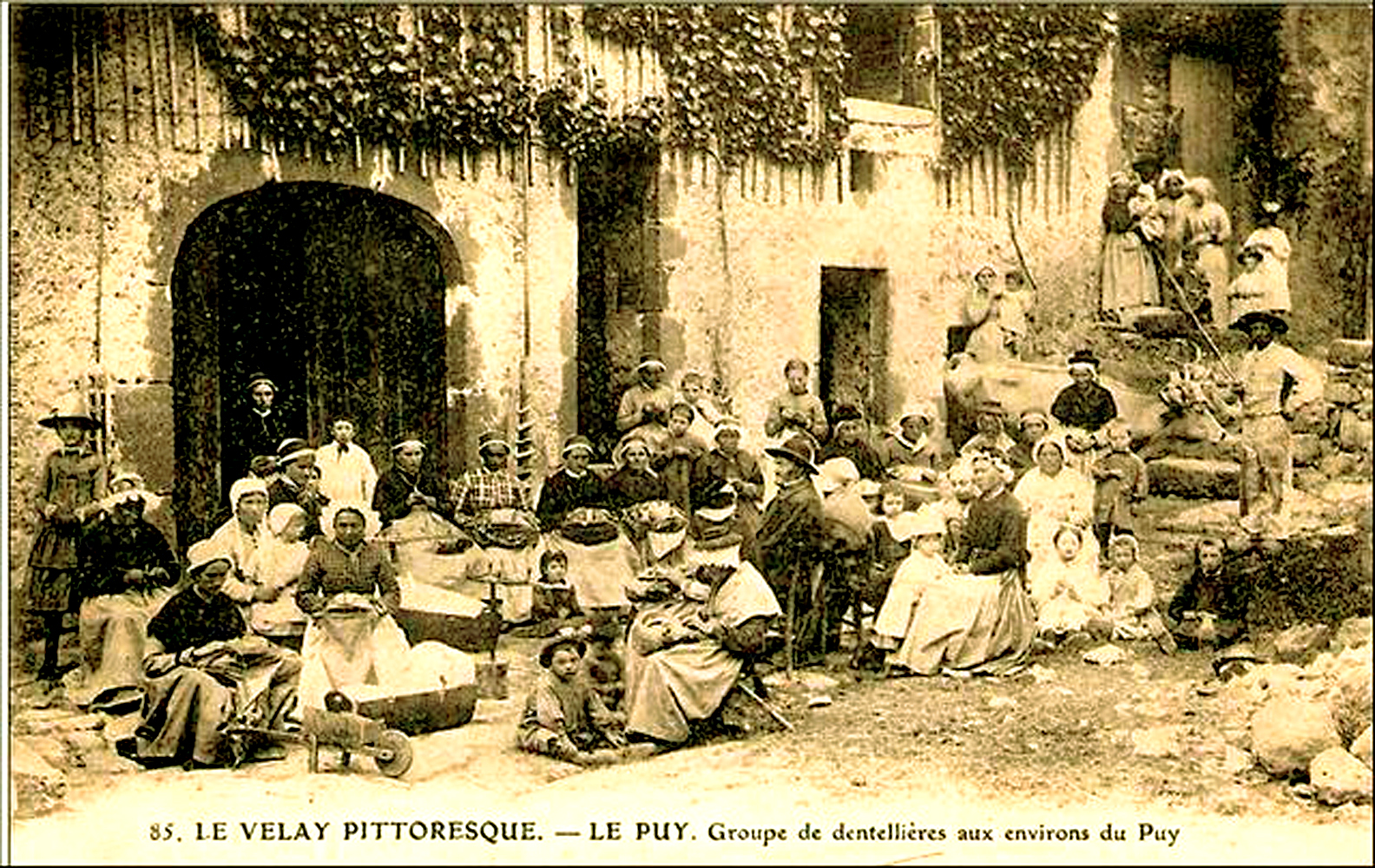
Dentellières des environs du Puy

Au début du XXe siècle, l’activité des « Béates », qui avait repris, est menacée par la loi sur l’Enseignement Primaire mis en place par Jules Ferry et par les lois interdisant l’enseignement des religieuses. C’est ainsi que progressivement les Béates sont remplacées par des institutrices qui n’ont aucune compétence en dentelle. Cette situation entraîne rapidement une baisse de la main d’œuvre dentellière.

## Création des écoles spécialisées

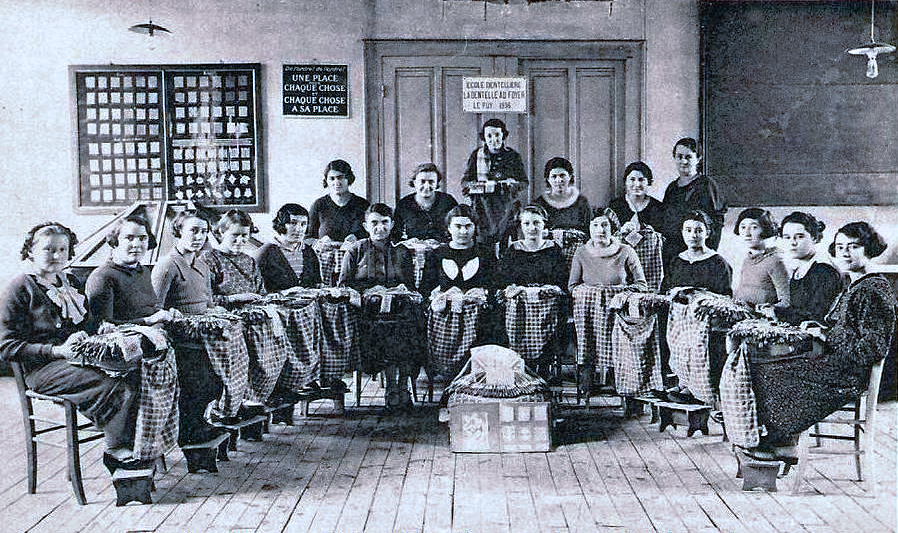
Atelier de la Maison de la Dentelle au Puy-en-Velay

Face à cette situation, deux dentelliers ponots, Hippolyte Achard et Pierre Farigoule, obtiennent de la part de la municipalité en 1903, la création d’une section dentellière à l’école pratique du Puy (qui a pour but d’apprendre à faire des dessins). Le directeur en sera le peintre Jean Chaleyé. Enfin deux députés, l’un de la Haute-Loire et l’autre du Calvados, font voter une loi pour « créer l’apprentissage professionnel de la dentelle à la main, dans les écoles primaires de filles des départements où la fabrication est d’usage et dans les écoles normales d’institutrices de ces mêmes départements ». Cependant, il est difficile d’appliquer ce texte car il n’y a plus d’éducateurs spécialisés. Pour mettre en application cette loi, l’école de la « Dentelle au Foyer » est créée au Puy, au sein de l'immeuble de la Dentelle au Foyer. Les jeunes filles de la campagne y sont accueillies gratuitement pour apprendre la dentelle et pour se perfectionner. Cette école est un succès et permet de réapprendre la dentelle.

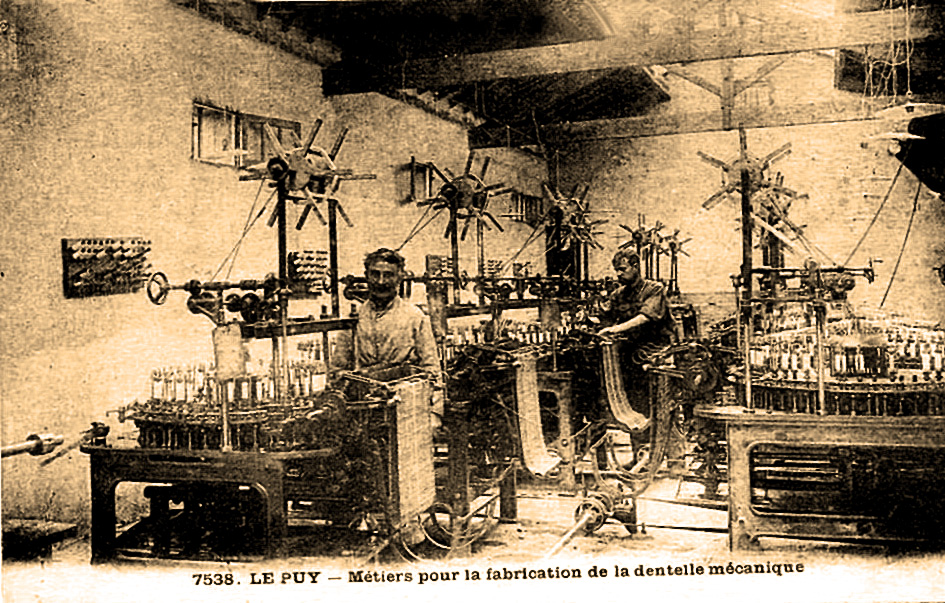
Atelier de dentelles mécaniques au Puy-en-Velay

La guerre de 1914-1918 modifie profondément les projets de développement. Les hommes partent sur les champs de bataille et les femmes délaissent leur carreau. L’après-guerre n’est guère propice au retour de la dentelle à la main pour quatre raisons majeures :
- mécanisation de la dentelle ;
- appropriation par les industriels des modèles main et leur nom ;
- manque de main d’œuvre ;
- insuffisance de l’aide de l’État.

Johannès Chaleye, n’acceptant pas la disparition de la dentelle, et pour préserver la tradition dentellière du Puy, crée en 1942, le Conservatoire de la Dentelle dont les buts sont :
- d’assurer le préapprentissage dentellier à l’école primaire ;
- de former des dentellières qualifiées ;
- d’établir la liaison entre l’École pratique (qui enseigne art et création) et la Dentelle au foyer (qui enseigne technique et fabrication).

En 1960, la mort de J. Chaleye sonne la fin du conservatoire. Mais ses efforts n’ont pas été vains.

## Centre d'Enseignement de la Dentelle au Fuseau
En février 1974, Mick Fouriscot fonde le « Nouveau Conservatoire de la Dentelle du Puy » pour maintenir la tradition, la pratique de l’enseignement de la dentelle à la main, sauvegarder le patrimoine dentellier : épingles, planches à dentelle, etc.

Patrimoine dentellier
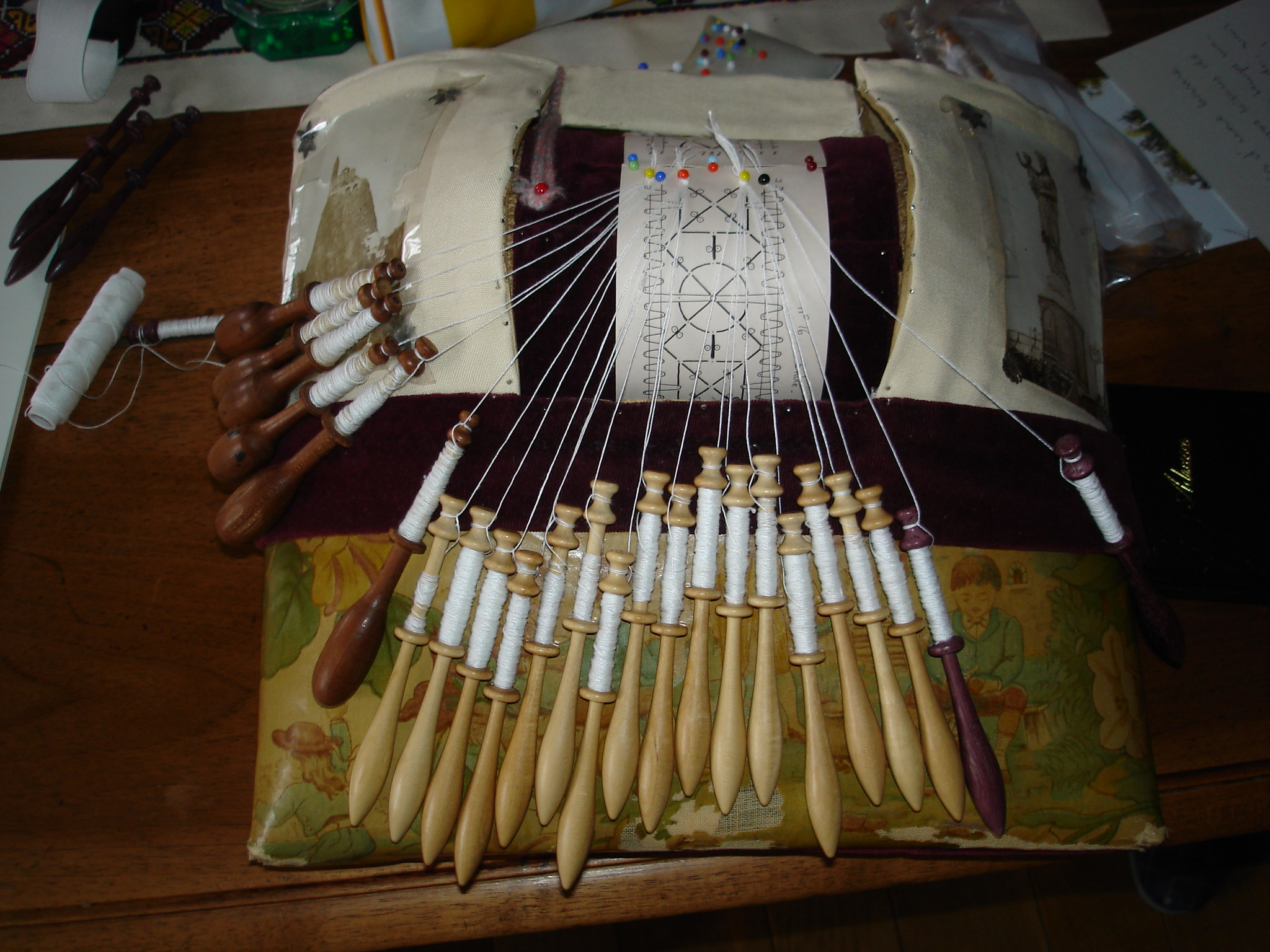
Carreau et fuseaux
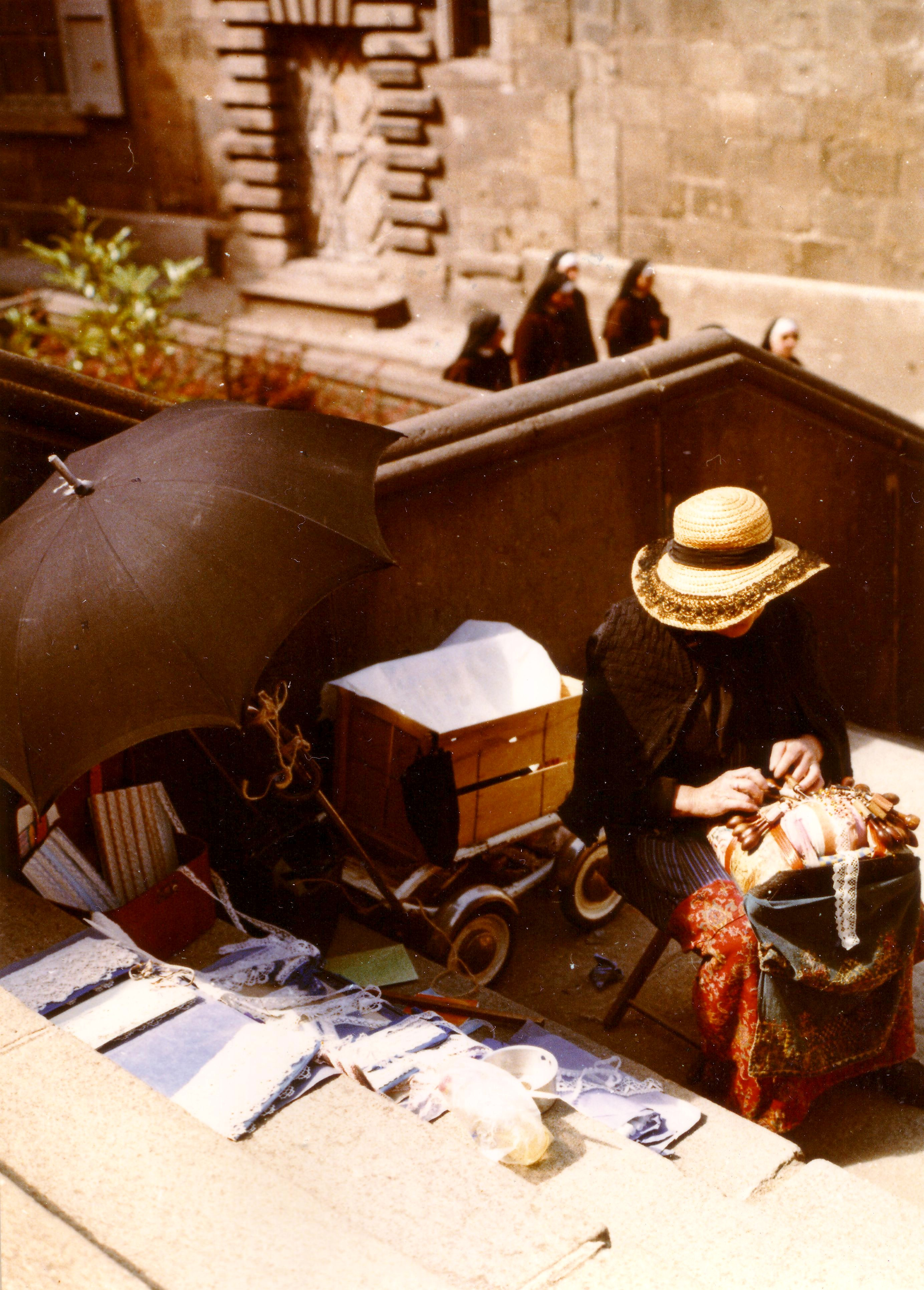
Dentellière au Puy-en-Velay, été 1967
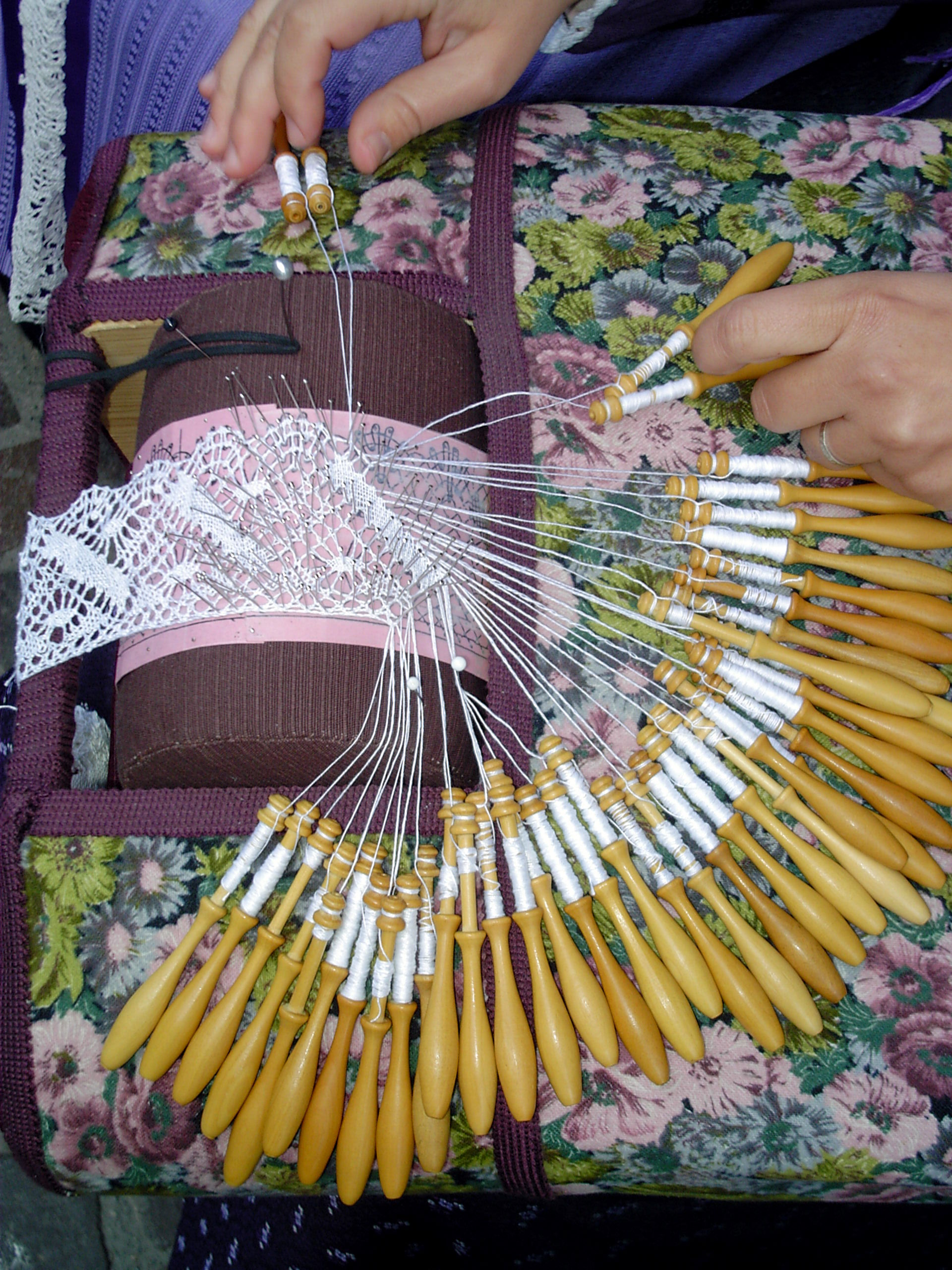
Dentellière travaillant aux fuseaux
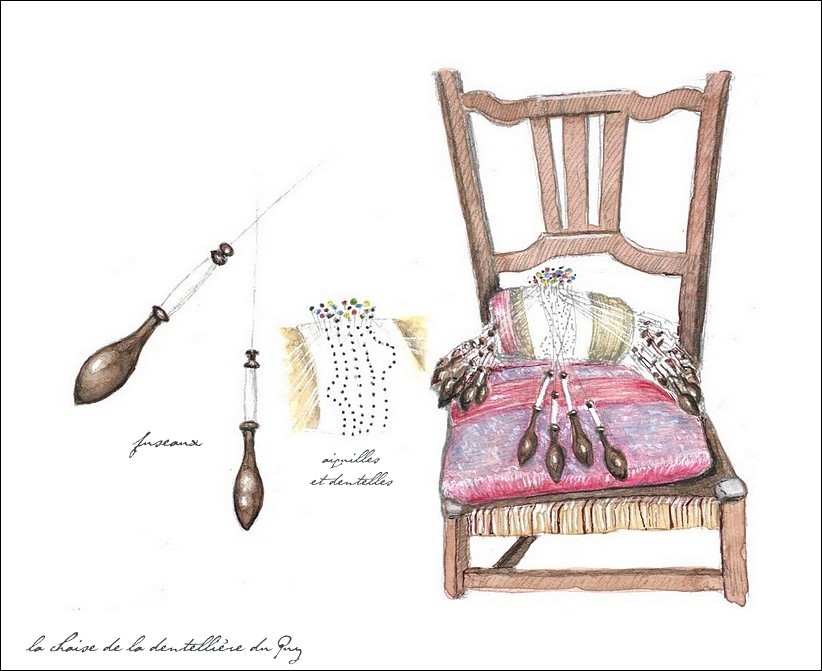
Nécessaire de dentellière
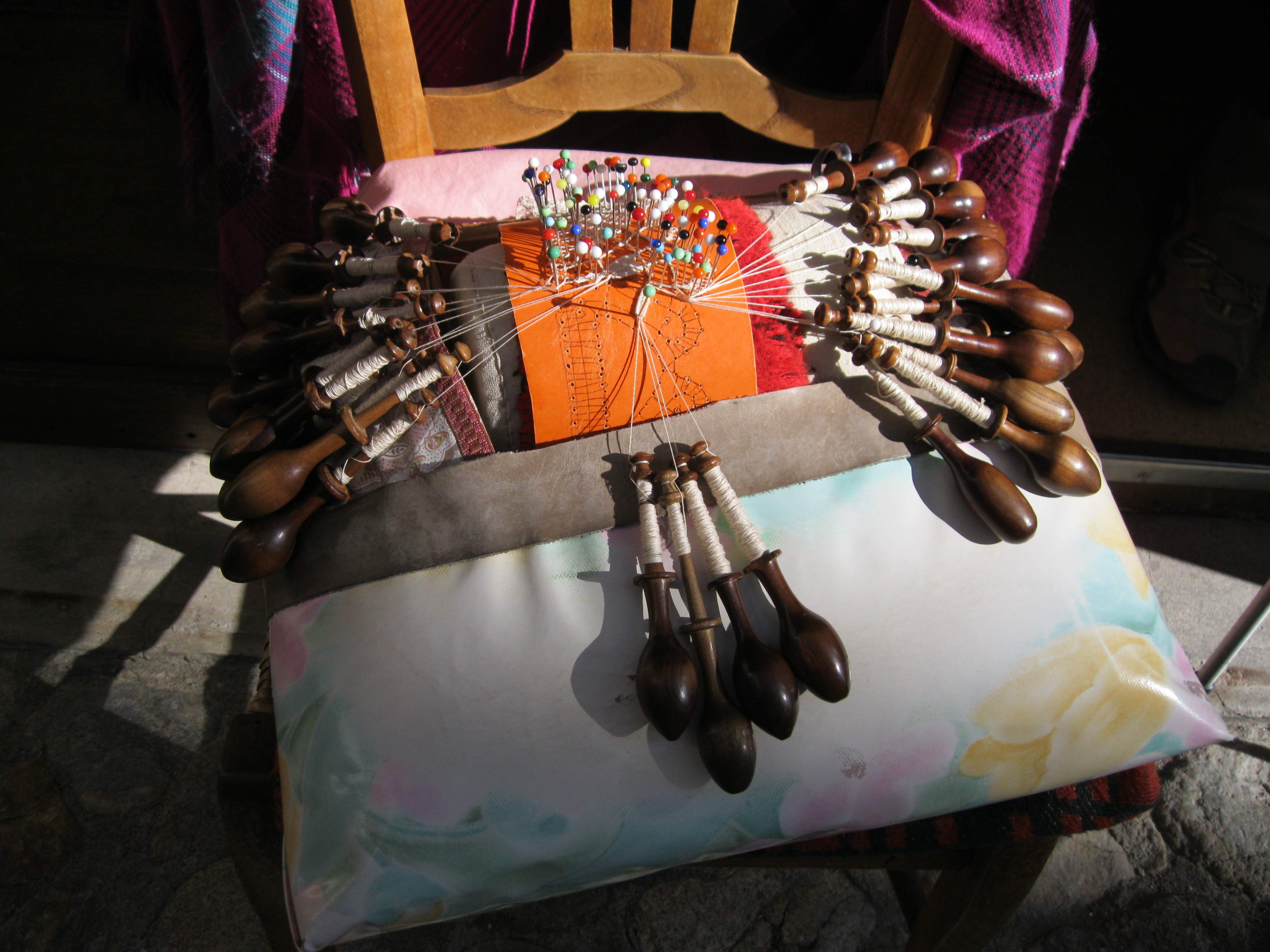
Carreau, fuseaux, épingles et planche

Lors de la création du Centre d'Enseignement de la Dentelle au Fuseau, rien ne pouvait laisser supposer que le Puy-en-Velay avait été une ville au riche passé dentellier. En effet, la dentelle était quasiment oubliée. Il ne restait que de très vieilles dames qui croisaient leurs fuseaux dans l’indifférence générale. Plus aucune école n’enseignait la pratique de la dentelle et aucun magasin ne vendait du matériel pour en faire. C’est pour lutter contre cet oubli que Mick Fouriscot avait décidé de créer une association loi 1901, sans but lucratif.
En 1974, enseigner la confection d’une dentelle était, en France, une véritable nouveauté. Dès sa création, le Centre d'Enseignement connaît un rayonnement national et international extraordinaire et depuis lors des milliers de personnes viennent s’initier à la dentelle en suivant des stages au Puy.
Depuis lors, le Centre d'Enseignement de la Dentelle au Fuseau a amplifié ses objectifs :
- il encourage et promeut la pratique de la dentelle à la main et au fuseau ;
- il enseigne la mise en carte ;
- il enseignement toutes les techniques dentellières ;
- il développe les formations professionnelles et diplômantes ;
- il fournit des informations sur l’art dentellier, son histoire et ses usages ;
- il édite depuis 1980 une revue trimestrielle « La dentelle » ;
- il a suscité et accompagné la création de diplômes CAP et BMA « Art de la dentelle » ;
- il a créé un Centre de ressources de plusieurs milliers de documents anciens et contemporains : livres, dentelles, broderies, etc.

Soucieux de mettre à la disposition du public une sensibilisation et une formation à la technique de la dentelle dispensées par des dentellières diplômées avec plus de 20 ans de pratique, le Centre a créé :
- des cours d’une ou deux heures ou encore d’une demi-journée pour s’initier ;
- des cours par correspondance depuis 25 ans.

Ces cours sont dispensés toute l’année quel que soit le niveau de l’élève. Il suffit de s’inscrire à tout moment de France ou de l’étranger.
- Des stages au Puy-en-Velay. Des stages d’une semaine ou de plusieurs mois sont donnés dans le cadre des loisirs, des Formations professionnelle ou diplômantes pour la préparation aux CAP et BMA.
- des stages de dentelle délocalisés. Des stages peuvent être organisés à l’extérieur du Puy à la demande d’un club ou d’un groupement de dentellières.
- des stages de « Mise en carte ». Ils ont pour but de transcrire un dessin en techniques dentellières à l’aide de codes et de couleurs. Les stages, dirigés par une spécialiste, sont dispensés sur place, par correspondance ou à l’extérieur du Puy à la demande d’un club ou d’un groupement de dentellières.
- des stages de broderie or et Lunéville : En raison de l’engouement du public pour des activités rares et précieuses, le Centre d'Enseignement de la Dentelle a ouvert des cours et des stages sur place, délocalisés ou par correspondance.
- une revue La Dentelle : créée en 1980, c’est l’une des plus anciennes et des plus complètes en langue française à traiter de l’histoire et des techniques de la dentelle au fuseau. Elle est entièrement réalisée au CEDF. Diffusée dans le monde entier avec une périodicité de 4 numéros par an, elle présente à ses abonnés des modèles, des historiques, des reportages, etc.

Les dentellières par la carte postale
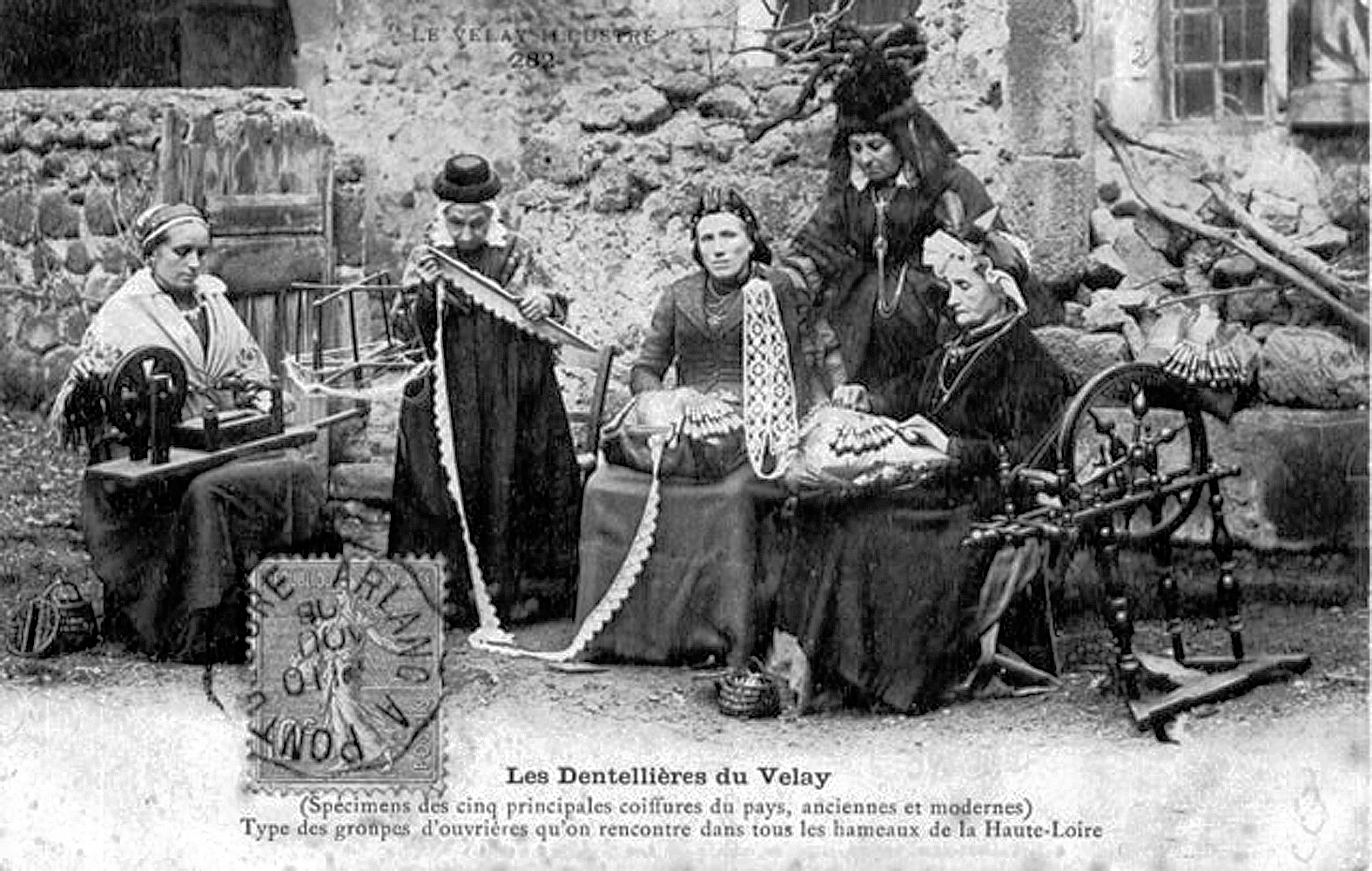
Un couvige en 1908
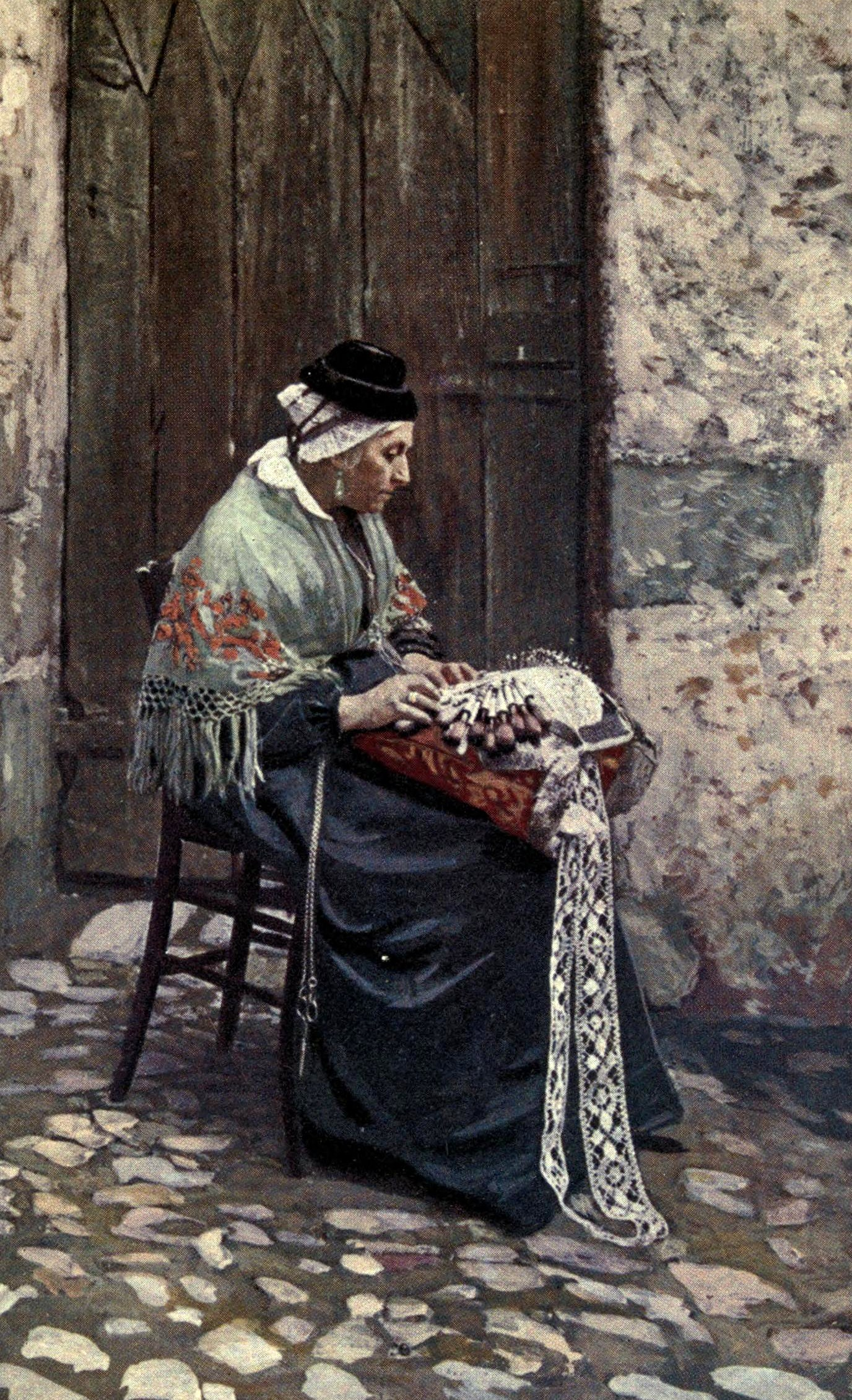
Dentellière du Puy
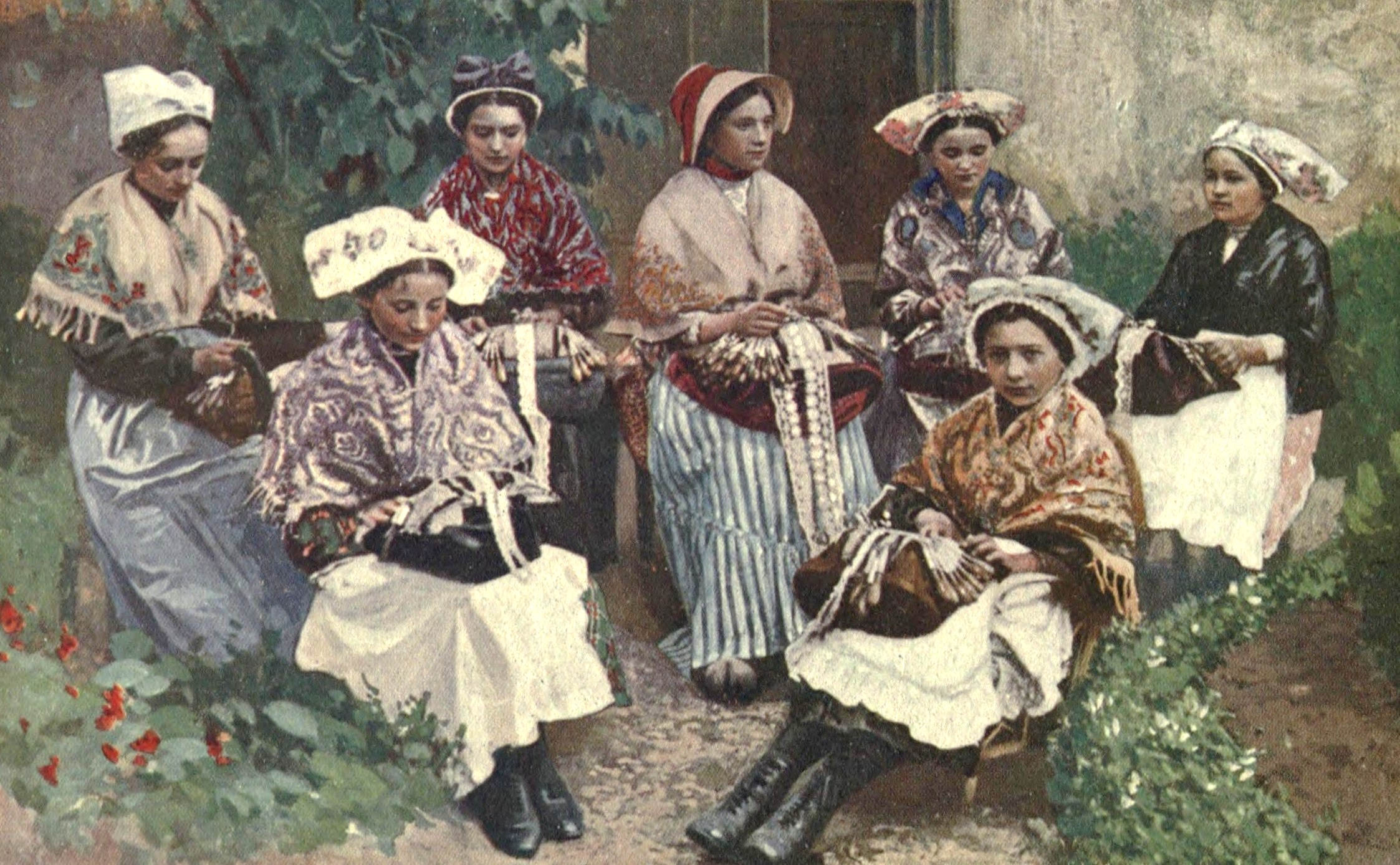
Jeunes dentellières vers 1907
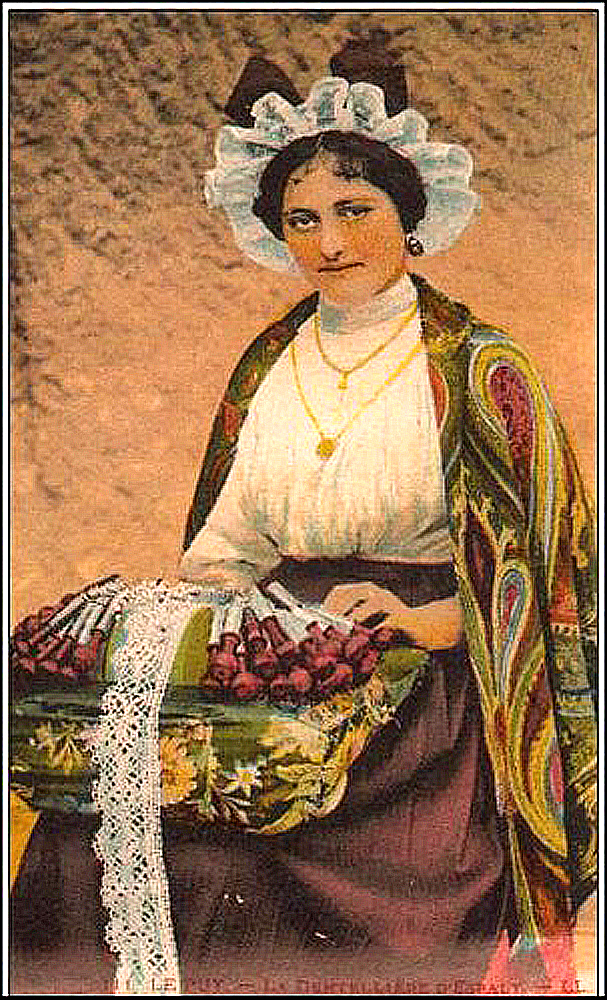
Dentellière d'Espaly
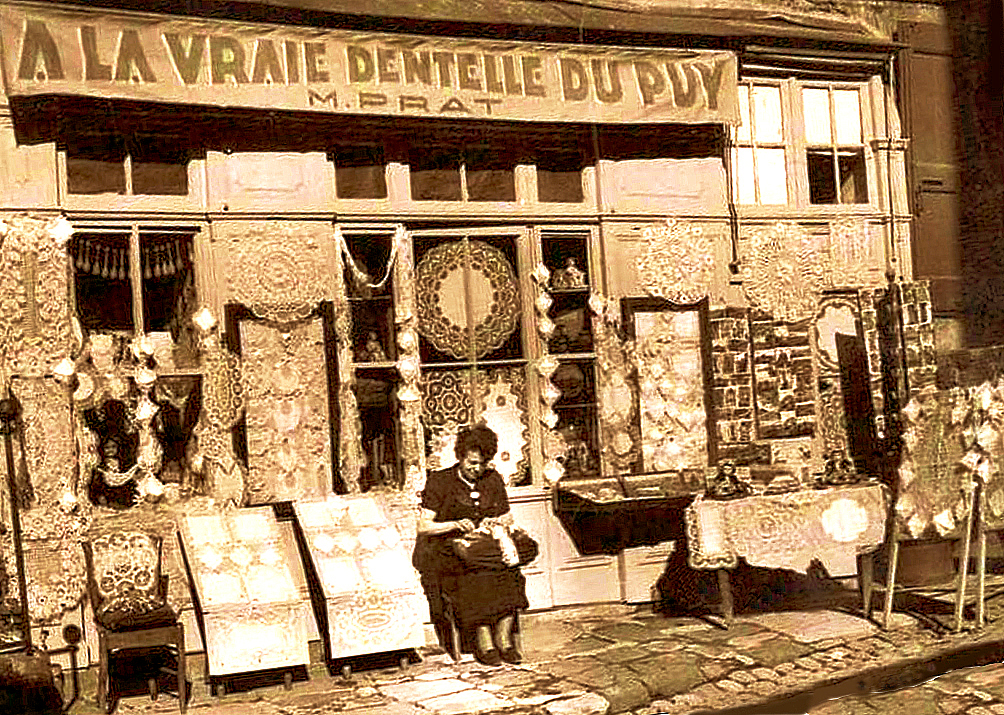
À la vraie dentelle du Puy : Mme Prat, Place St Georges

- une salle d’exposition : sous des voûtes du XVIe siècle, les salles d'exposition du Centre d'Enseignement de la Dentelle au Fuseau, exposent pour les amateurs et les amis de la dentelle de superbes dentelles anciennes ou contemporaines, d'époques et de pays différents. Chaque année, le thème en est différent et après « Les dentelles et broderies religieuses », « Les précieuses dentelles noires », « Les royales dentelles blanches ». En 2010, l’exposition est « Tables royales, alcôve princière »
- Une boutique « De fil en Fuseau » : elle propose une gamme importante de matériels dentelliers et de broderie, des fils, des fuseaux en passant par des épingles, des aiguilles, des ciseaux, des modèles, des méthodes, des historiques, etc. de tous les pays et en différentes langues.

Participation à des salons/expositions :
Une fois par an le CEDF organise un rassemblement de dentellières "le Grand Couvige International" ayant pour but de faire découvrir l’art dentellier au public et de réunir les dentellières pour qu’elles puissent exposer leurs œuvres et échanger des informations, des trucs et astuces, etc. Des marchands de toutes nationalités proposent un éventail de modèles et matériels extraordinaires. Le « Grand Couvige » est l’occasion d’un concours "les Victoires de la Dentelle" qui permet de récompenser des œuvres en dentelle réalisées selon un thème proposé.
Le 9 novembre 2006, l'Institut de Recherche, Innovation et Développement des Arts Textiles (IRIDAT) - Centre  d'Enseignement de la Dentelle au Fuseau (CEDF) déjà agréé depuis 25 ans à la formation professionnelle, a obtenu du Ministère de la Jeunesse et des Sports son  numéro d'agrément.

## Atelier Conservatoire National de la Dentelle du Puy-en-Velay
A la demande de Mick Fouriscot, le président Giscard d'Estaing prend la décision, en 1976, de créer un Atelier Conservatoire National de la Dentelle du Puy-en-Velay. Mick Fouriscot devient le premier chef de cet atelier qui est rattaché à l’administration du Mobilier national comme l’Atelier national du point d’Alençon et les manufactures de textile. Il participe à l’ameublement et à l’enrichissement des collections patrimoniales nationales par la création de dentelles d’après des modèles d’artistes contemporains, pérennisant ainsi un savoir-faire de qualité exceptionnelle. Depuis 2025 il est rattaché à l'établissement public du Manufactures nationales - Sèvres & Mobilier national.

## Objets associés à la dentelle du Puy
- Le carreau (métier à dentelle)
- Plioir à dentelle
- Passette
- Fuseaux
- Le bobinoir
- Les ciseaux
- Les épingles

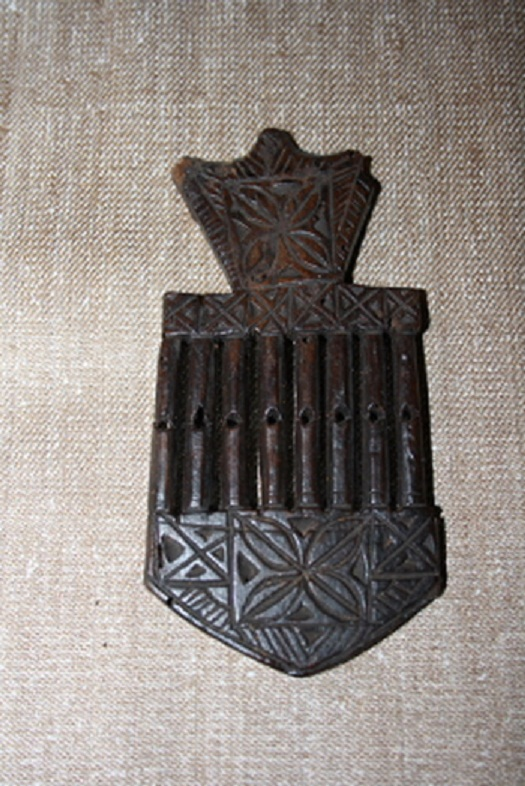
Passette à dentelle
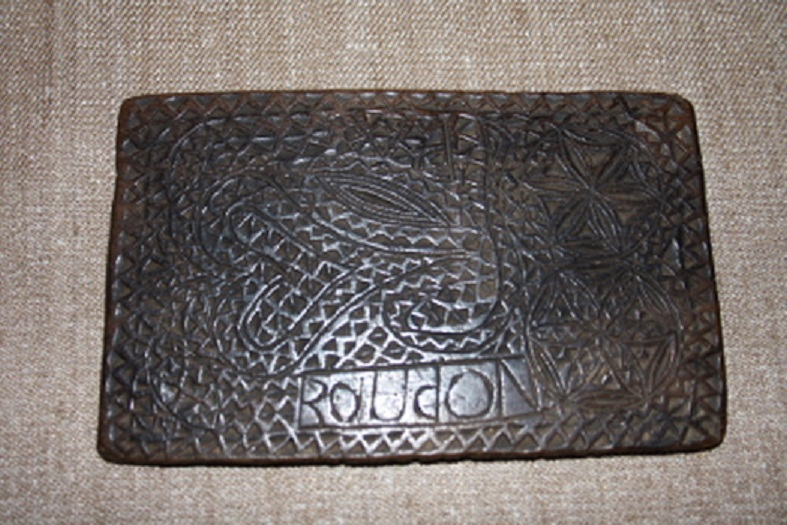
Plioir à dentelle du Puy en Velay.
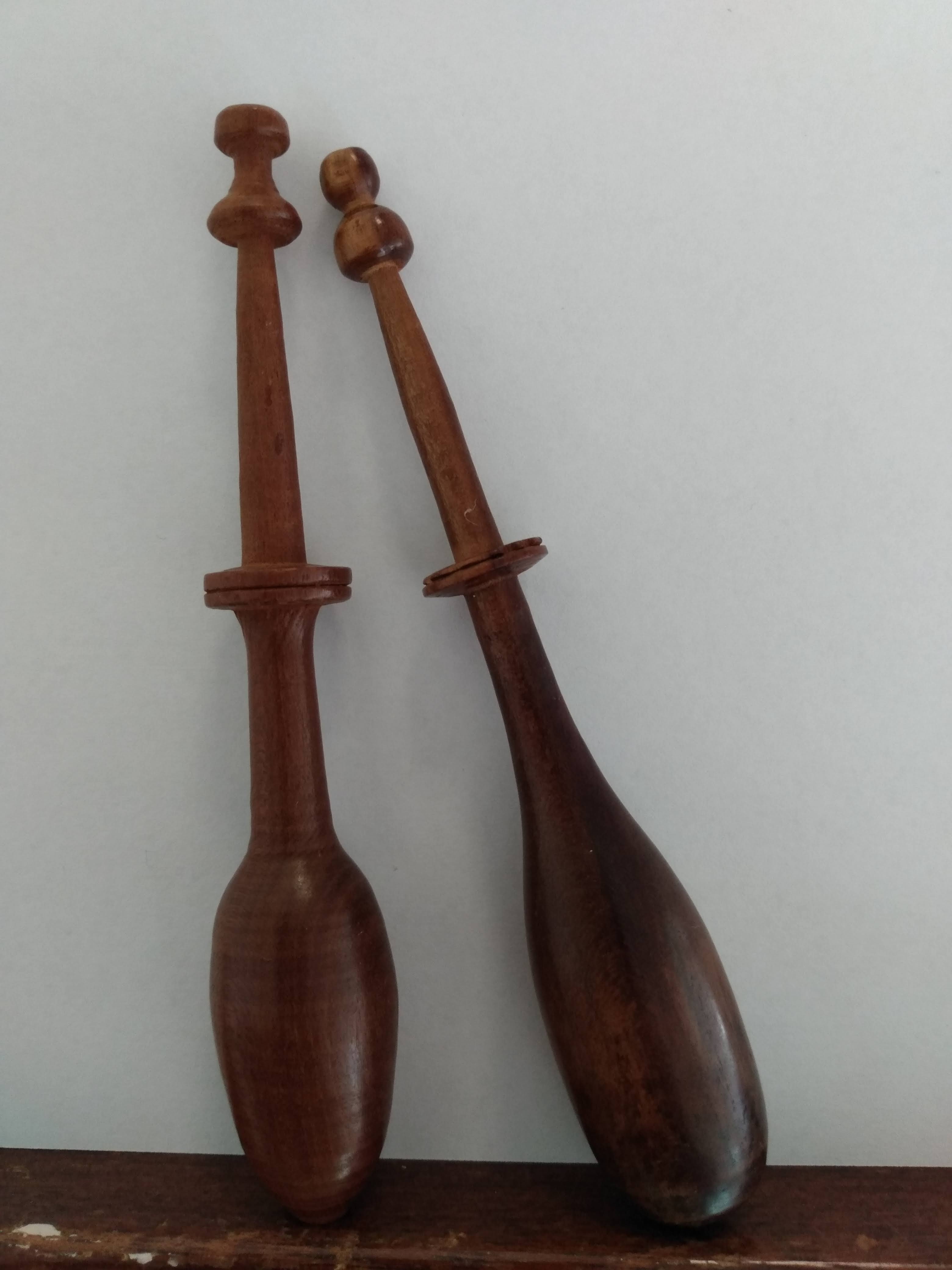
A couple of original wooden bobbins for Le Puy lace making